# 富嶽三十六景

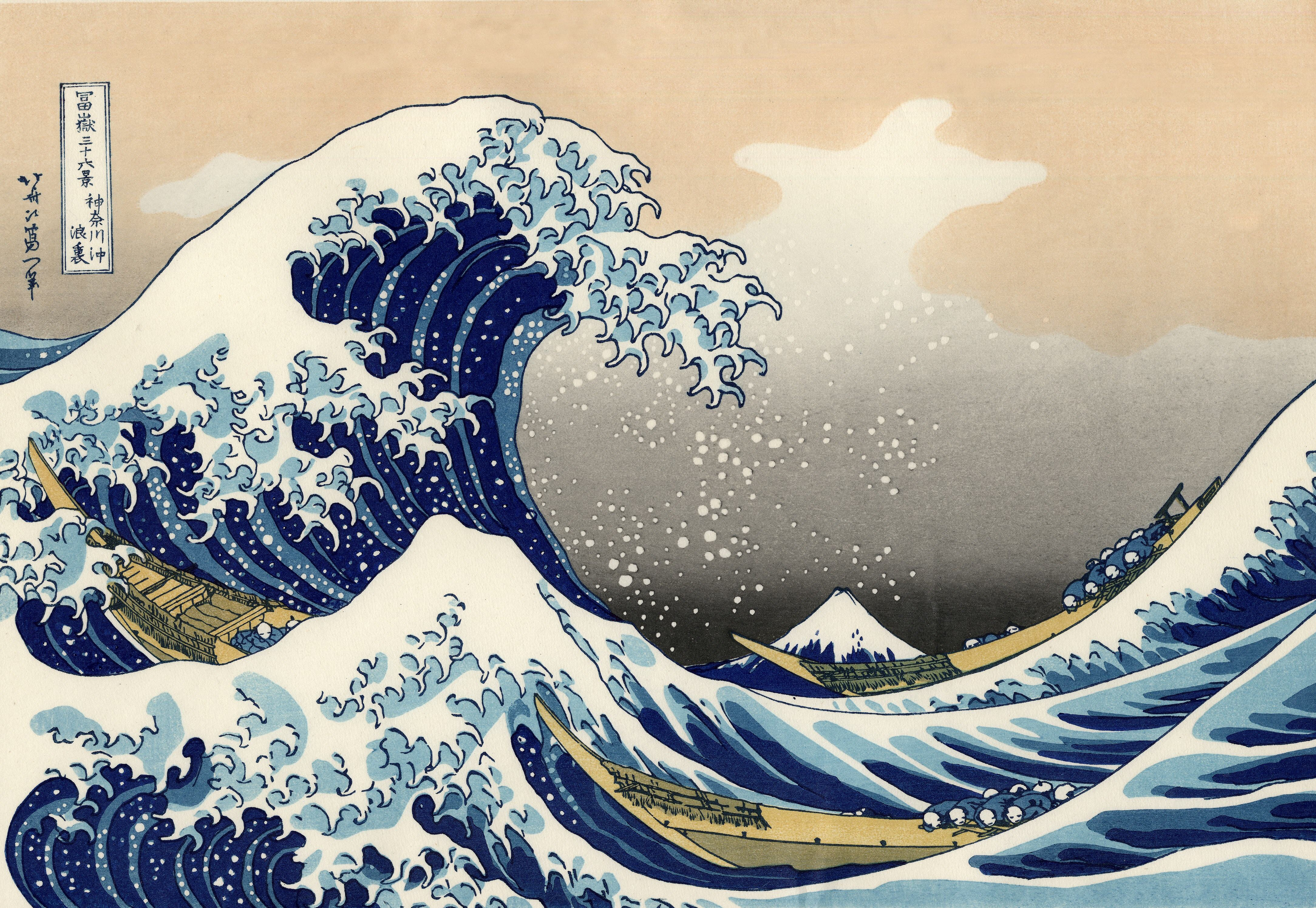
『冨嶽三十六景 神奈川沖浪裏』

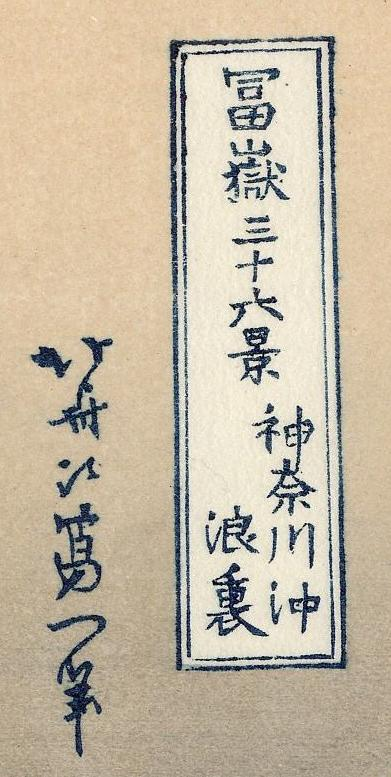
落款

『冨嶽三十六景』（ふがくさんじゅうろっけい）は、葛飾北斎による富士図版画集である。1831-34年（天保2-5年）版行。全46図。大判錦絵、版元は西村屋与八（永寿堂）。

## 概要
柳亭種彦『正本製（しょうほんじたて）』（1831年（天保2年）、永寿堂）の巻末広告によれば、当初は「三十六景」の揃物の予定であったが、売れ行き好調のためさらに十点の追加になった。
追加された十点は「裏富士」と呼ばれる。『正本製』から、版行時期は、1831年（天保2年）から、『富嶽百景』の版行が始まる1834年（同5年）頃と思われる。
江戸時代後期は庶民に経済的余裕が生まれ、行楽や旅への関心の高まりを受けて、本作は売り上げを伸ばした。富嶽三十六景の好評によって、名所絵が役者絵や美人画と並ぶジャンルとして確立された。また同時期に版行された歌川広重『東海道五十三次（保永堂版）』とは、互いに刺激しあうこととなった。

## 出版順
個々の作品は、落款の違いによって、「北斎改為一筆」・「前北斎為一笔」・「前北斎為一筆」・「前北斎為一筆」（「為」が草書で主版が藍摺）・「前北斎為一筆」（「為」が草書で主版が墨摺）の5グループに分けられる。この内最後の、主版が墨摺の「前北斎為一筆」10図（裏富士）が一番新しいのは明らかなので、「前北斎為一筆」でない「北斎改為一筆」が一番早いものと推測できる。残り3タイプの内、唯一の「笔」が藍摺りものなので、『正本製』に「藍摺」と言及されていることを考慮すると、「北斎改為一筆」に次ぐと推測できる。残り2タイプの内、最後と決まっている、主版墨摺「前北斎為一筆」と同様に、草書体「為」と同じ方が新しいと推測すると、
1. 「北斎改為一筆」
2. 「前北斎為一笔」
3. 「前北斎為一筆」（「為」がやや縦長）
4. 「前北斎為一筆」（「為」が正方形に近い、主版が藍摺）
5. 「前北斎為一筆」（「為」が正方形に近い、主版が墨摺）

の順になり、それぞれの該当作品を挙げると、
1. 全10図：「神奈川沖浪裏」・「凱風快晴」・「山下白雨」・「深川万年橋下」・「尾州不二見原」・「甲州犬目峠」・「武州千住」・「青山円座松」・「東都駿台」・「武州玉川」
2. 全10図：「相州七里浜」・「武陽佃嶌」・「常州牛堀」・「甲州石班澤」・「信州諏訪湖」・「遠江山中」・「甲州三嶌越」・「駿州江尻」・「東都浅艸本願寺」・「相州梅沢左」
3. 全5図：「下目黒」・「上総ノ海路」・「登戸浦」・「東海道吉田」・「礫川雪ノ且（こいしかわゆきのあした）」
4. 全11図：「御厩河岸より両国橋夕陽見」・「東海道江尻田子の浦略図」・「相州江の嶌」・「江戸日本橋」・「江都駿河町三井見世略図」・「相州箱根湖水」・「甲州三坂水面」・「隠田の水車」・「東海道程ヶ谷」・「隅田川関屋の里」・「五百らかん寺さゞゐどう」
5. 全10図：「身延川裏不二」・「従千住花街眺望ノ不二」・「駿州片倉茶園ノ不二」・「東海道品川御殿山ノ不二」・「甲州伊沢暁」・「本所立川」・「東海道金谷ノ不二」・「相州仲原」・「駿州大野新田」・「諸人登山」

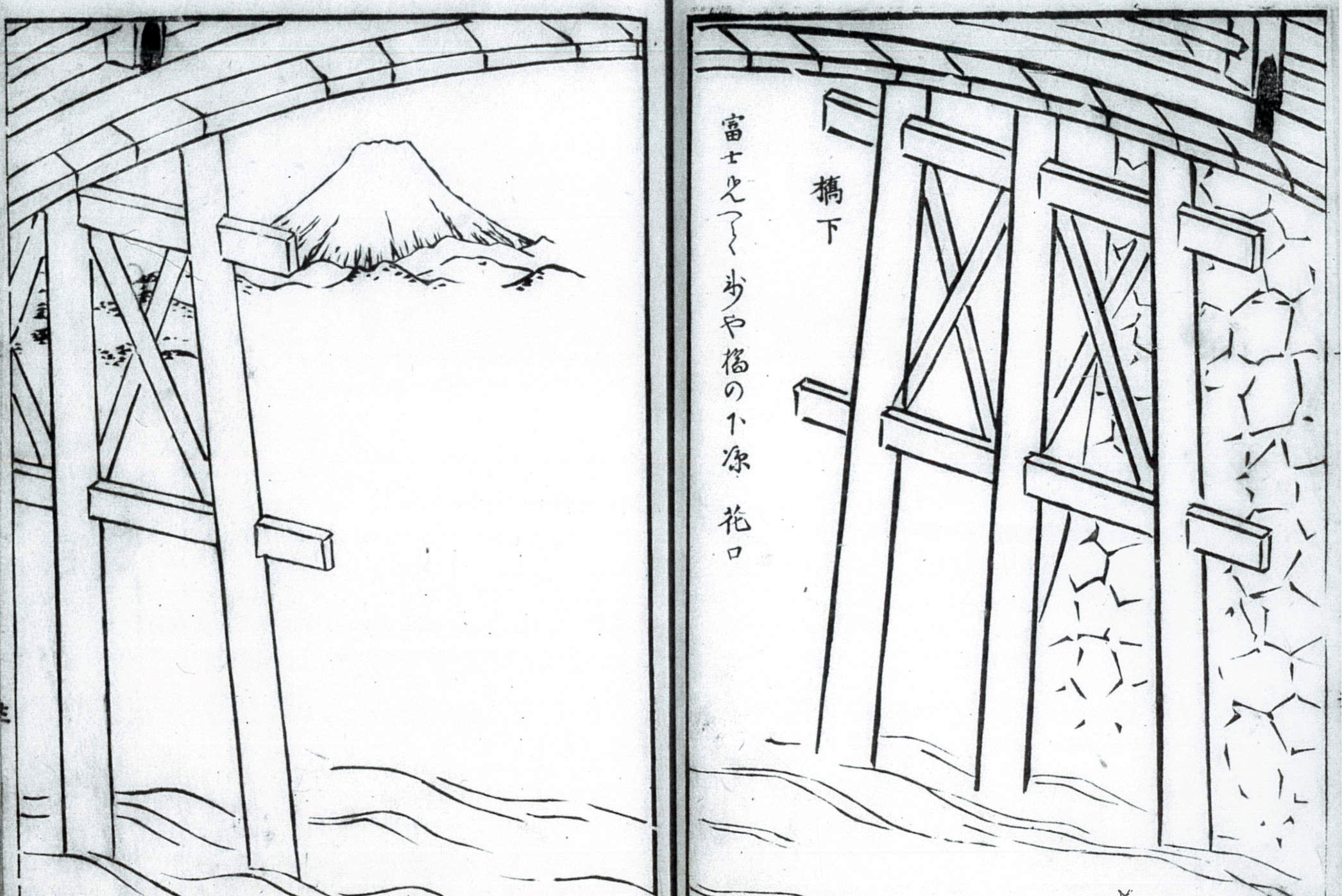
『百富士』第一冊「橋下」

になる。

## ベロ藍の使用
「ベロ藍」こと輸入化学染料プルシアン・ブルーを用いている点が特徴である。ベロ藍単色摺り及びベロ藍を主体とした作品も10図ある（下の作品一覧は、後世の彫摺本なので、このリストとは一致しない）。
- 甲州石班澤
- 信州諏訪湖
- 相州七里浜
- 常州牛堀
- 甲州三嶌越
- 駿州江尻
- 相州梅沢左
- 遠江山中
- 武陽佃嶌
- 東都浅艸本願寺[10]

「裏富士」と呼ばれる追加10図は、主版が墨摺りなのに対し、それ以外の36図は在来の藍を主版に用いている。ベロ藍単色摺りが流行した背景には、天保の改革の奢侈禁止令によって錦絵の色が制限されたという事情がある。

## 影響

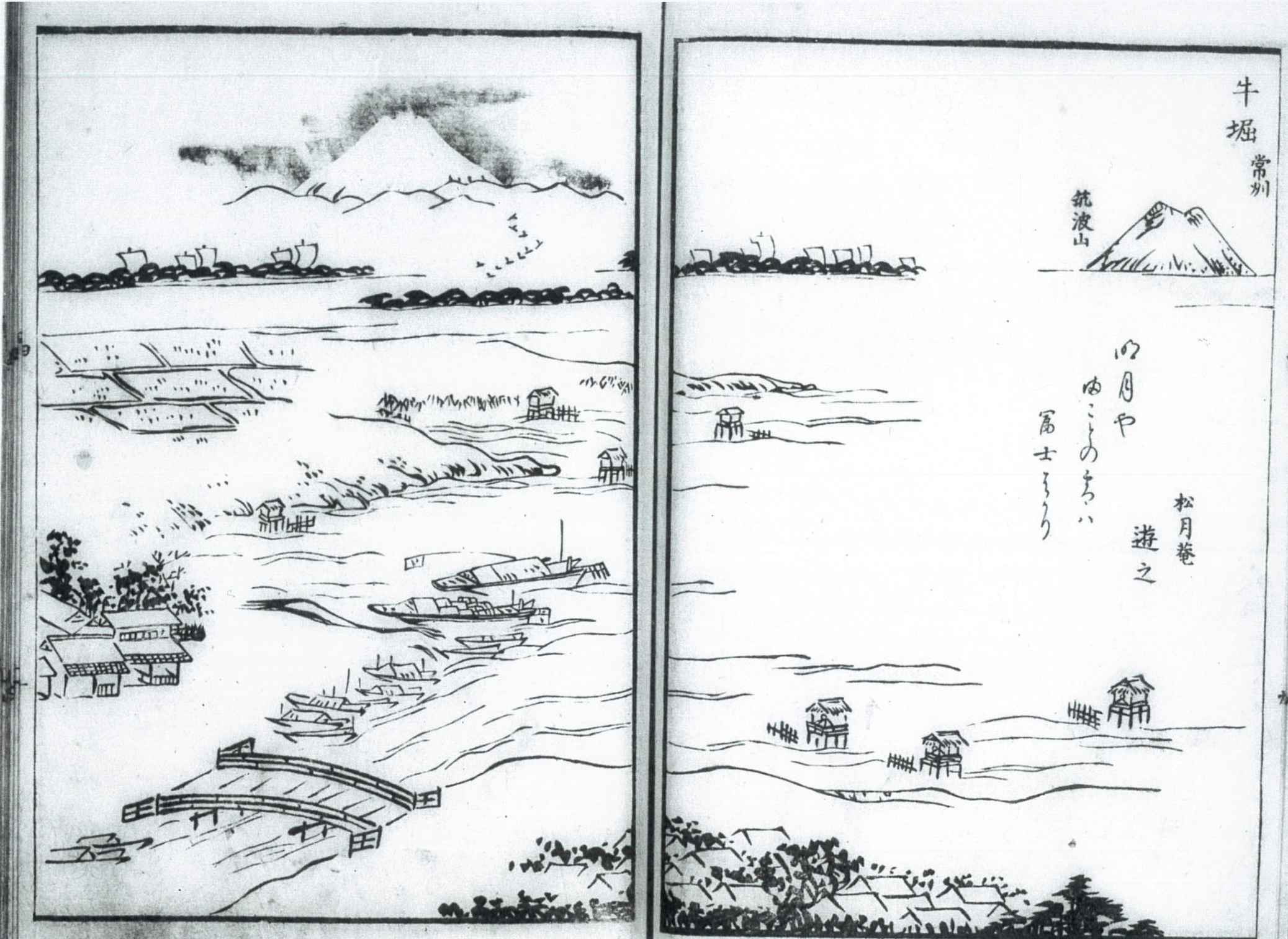
『百富士』第四冊「牛堀常洲」

河村岷雪の『百富士』（1767年（明和4年）、全4冊。）から、構図や全体構成の影響を受けたことが指摘されている。前者では、『百富士　橋下』の構図が「深川万年橋下」を描かせたのだと。また「常州牛堀」のように、名所でもなく、北斎が訪れた記録がない場所を描いたのは、『百富士　牛堀常洲』に倣ったからだろうとされる。後者では、『百富士』の副題が、第2冊「裏不二」、第三冊「東海道」など、『三十六景』の画題に通じる点がある。
本作に追随して、多数の作品が絵師によって描かれたが、中でも歌川広重が1833年（天保4年）に発表した保永堂版『東海道五拾三次』は大評判となり、後年に小説家の太宰治が小説『富嶽百景』の中で、「富士の頂角、広重の富士は八十五度、(中略)北斎にいたっては、その頂角、ほとんど三十度くらい、エッフェル塔のような富士をさえ描いている」と比較するほど、本作と並んで風景画の2大名作の1つと称された。

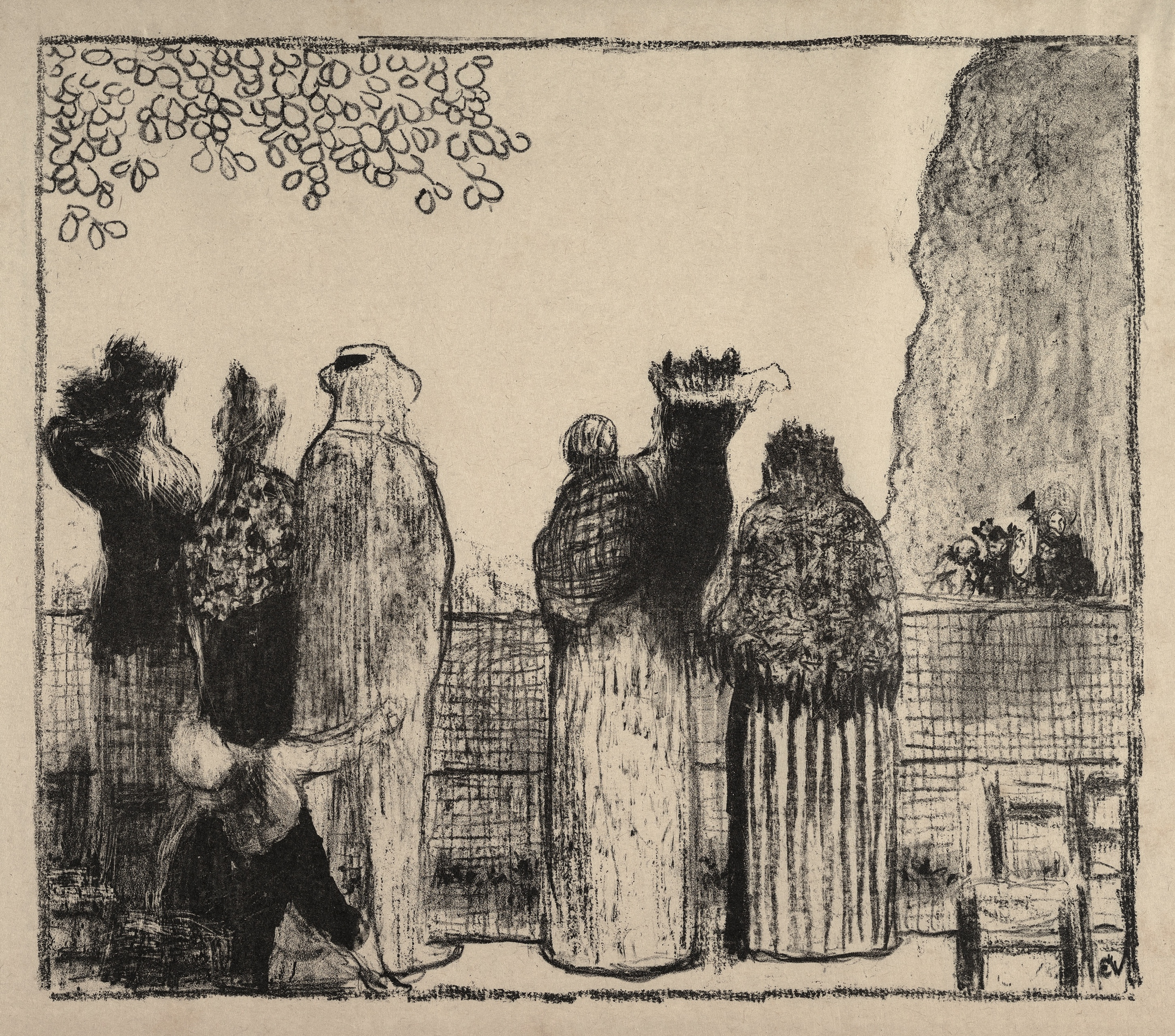
ヴュイヤール「テュイルリー公園」。1895年。リトグラフ。「五百らかん寺さゞゐどう」からの援用が窺える。

19世紀後半のヨーロッパにてジャポニスムと呼ばれる潮流を起こし、ヴュイヤールなどに影響を与えた。アンリ・リヴィエールは本作に触発され『エッフェル塔三十六景』を描いた。なお、1905年に出版された「海 (ドビュッシー)」のスコアの表紙に「神奈川沖浪裏」が使用されたが、曲の着想を「浪裏」から得たと断定する十分な根拠はない。
2010年10月31日、北斎生誕250年を記念して、Google日本版のホームページのロゴが「神奈川沖浪裏」バージョンとなった。2020年2月4日以降の日本国旅券の査証ページには「富嶽三十六景」があしらわれている。また、2024年に発行された千円紙幣裏面に、神奈川沖浪裏が印刷される。

## 図版
図版順は日野原による。

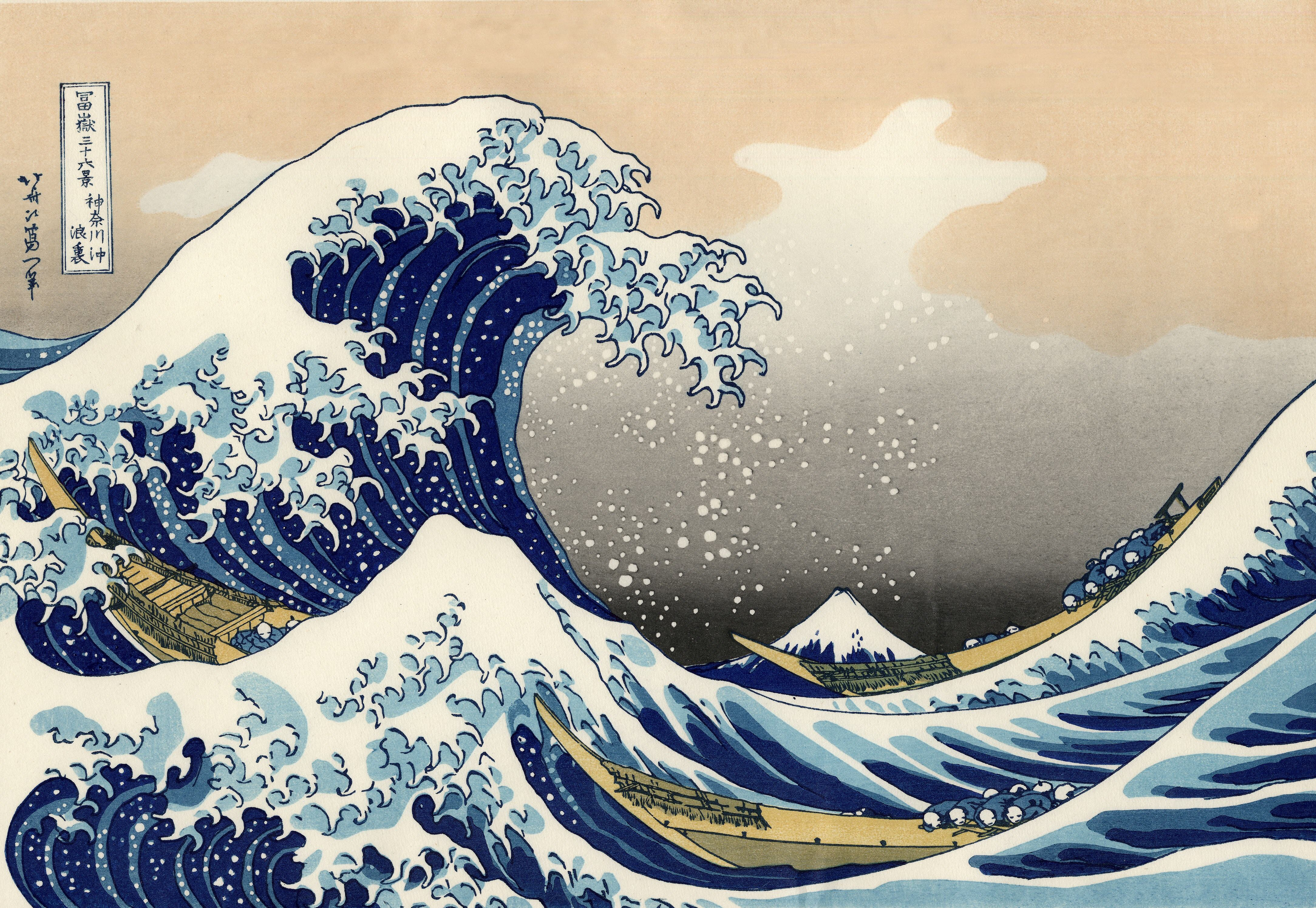
1. 神奈川沖浪裏
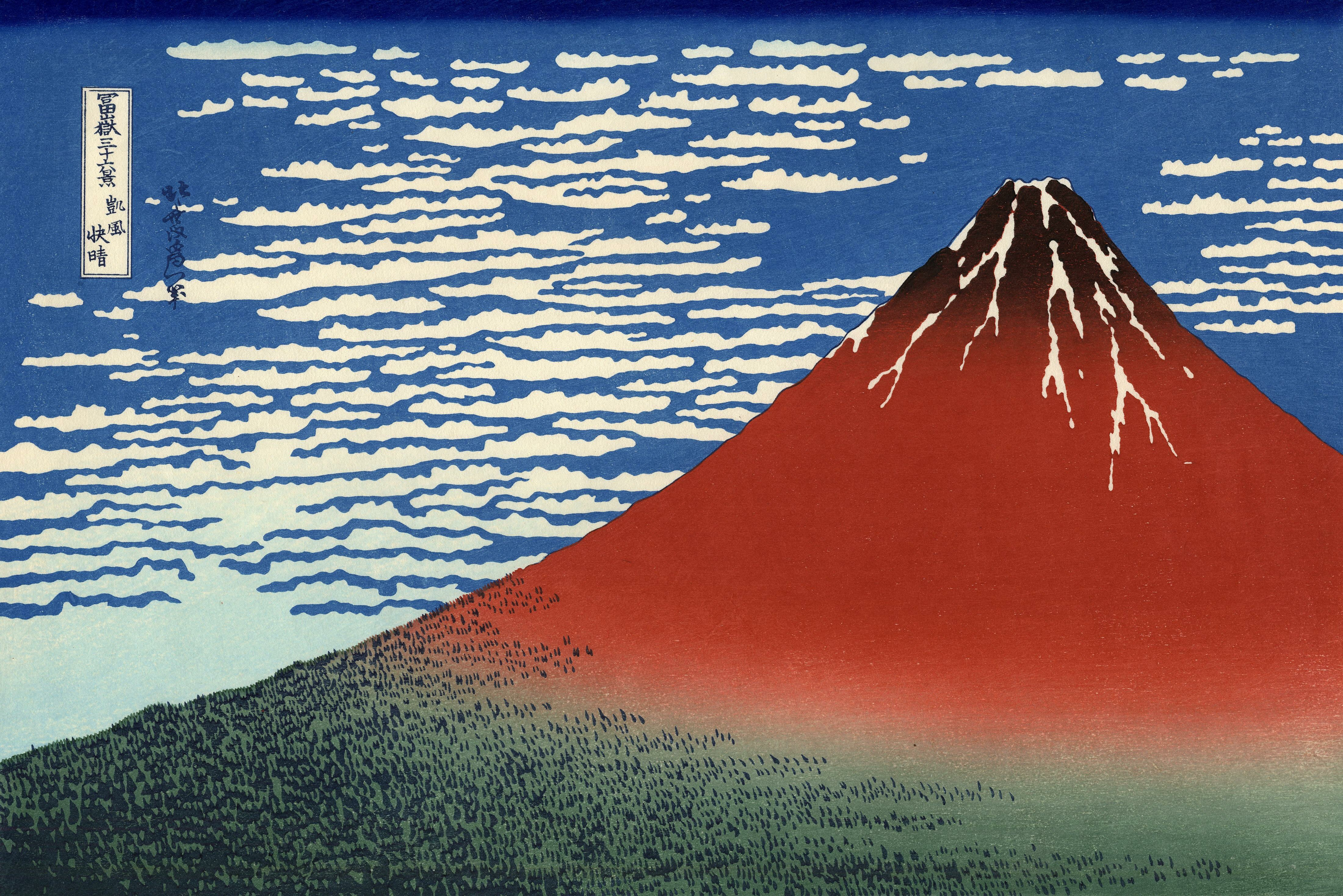
2. 凱風快晴
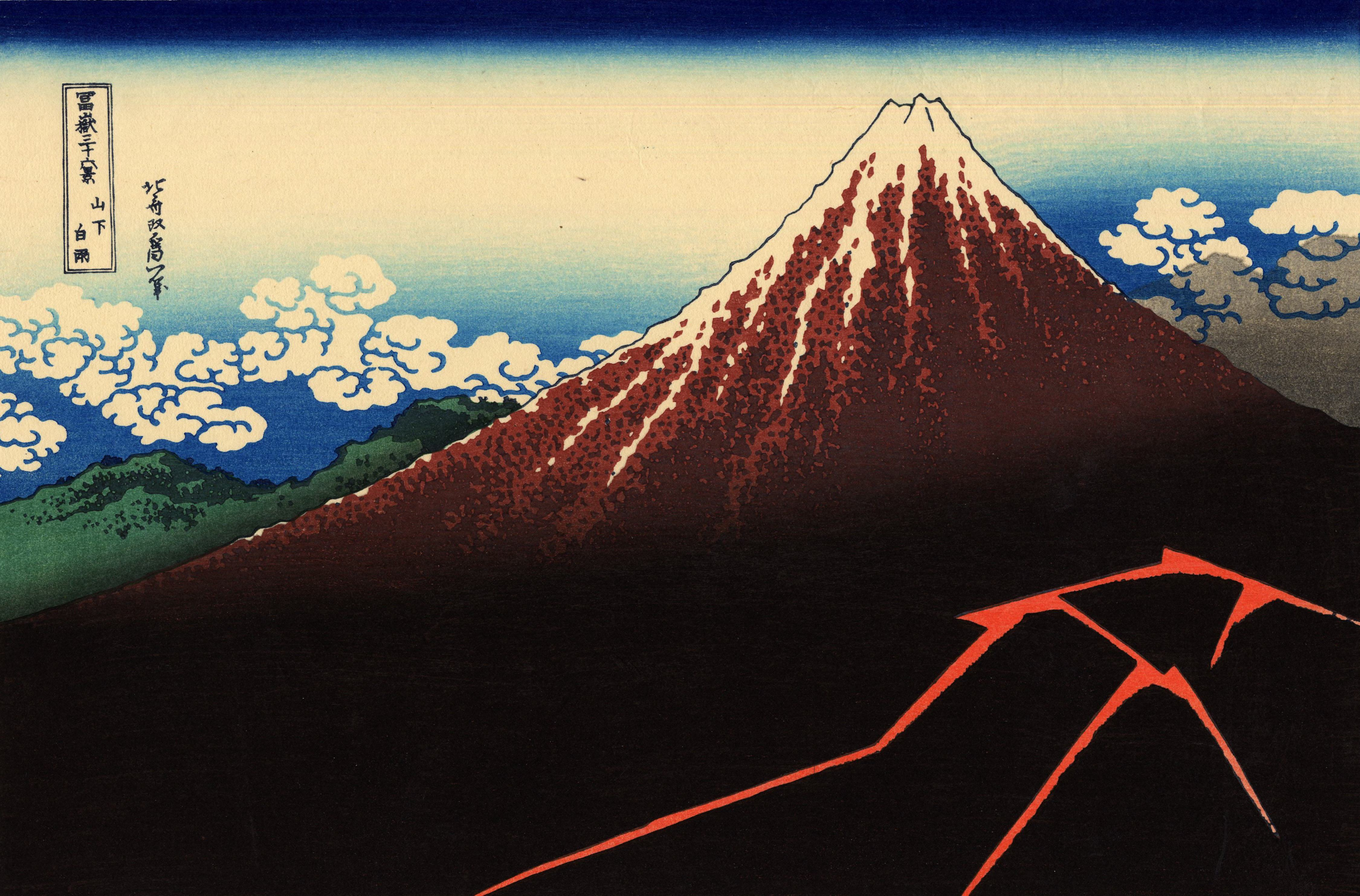
3. 山下白雨
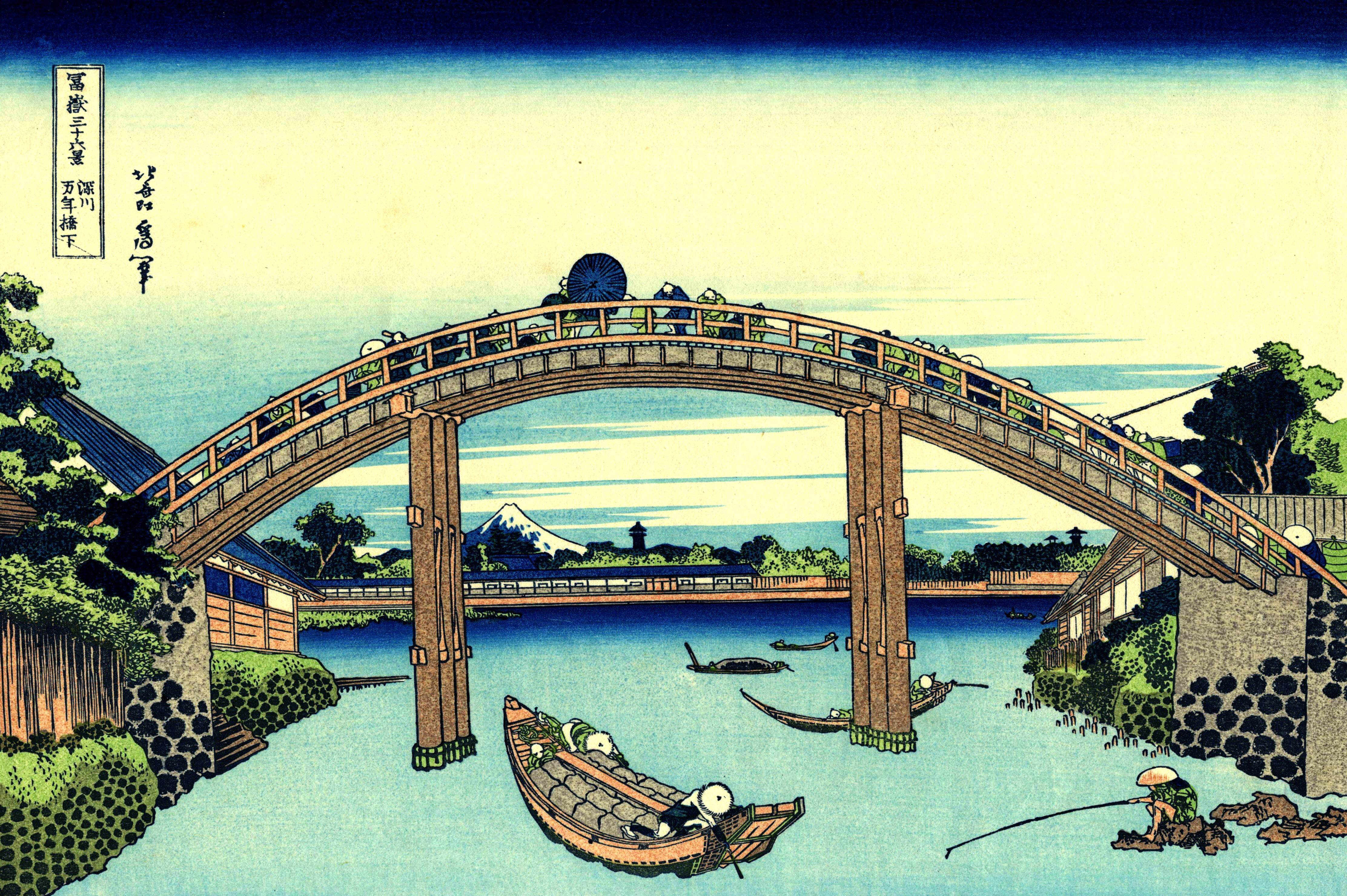
4. 深川万年橋下
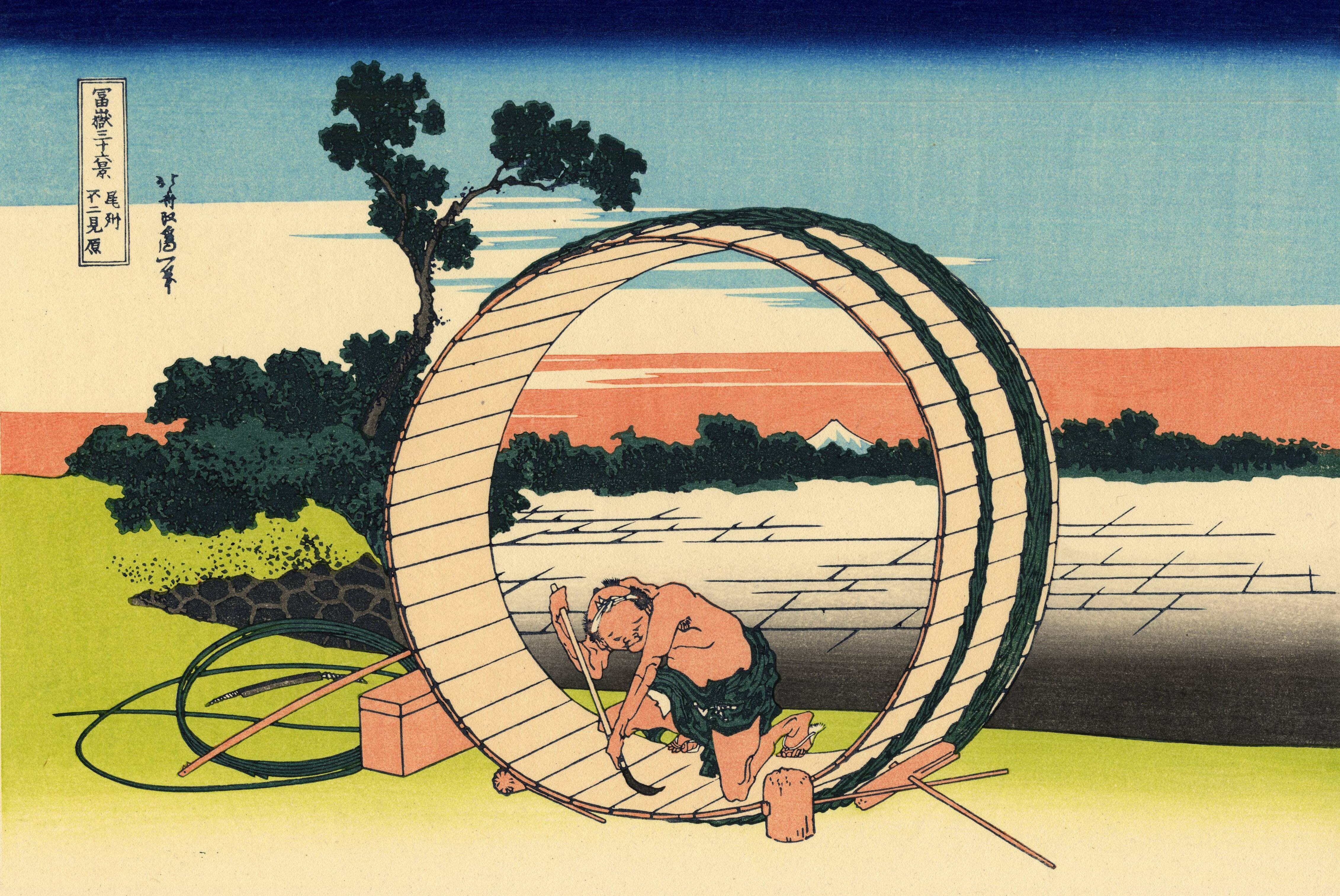
5. 尾州不二見原
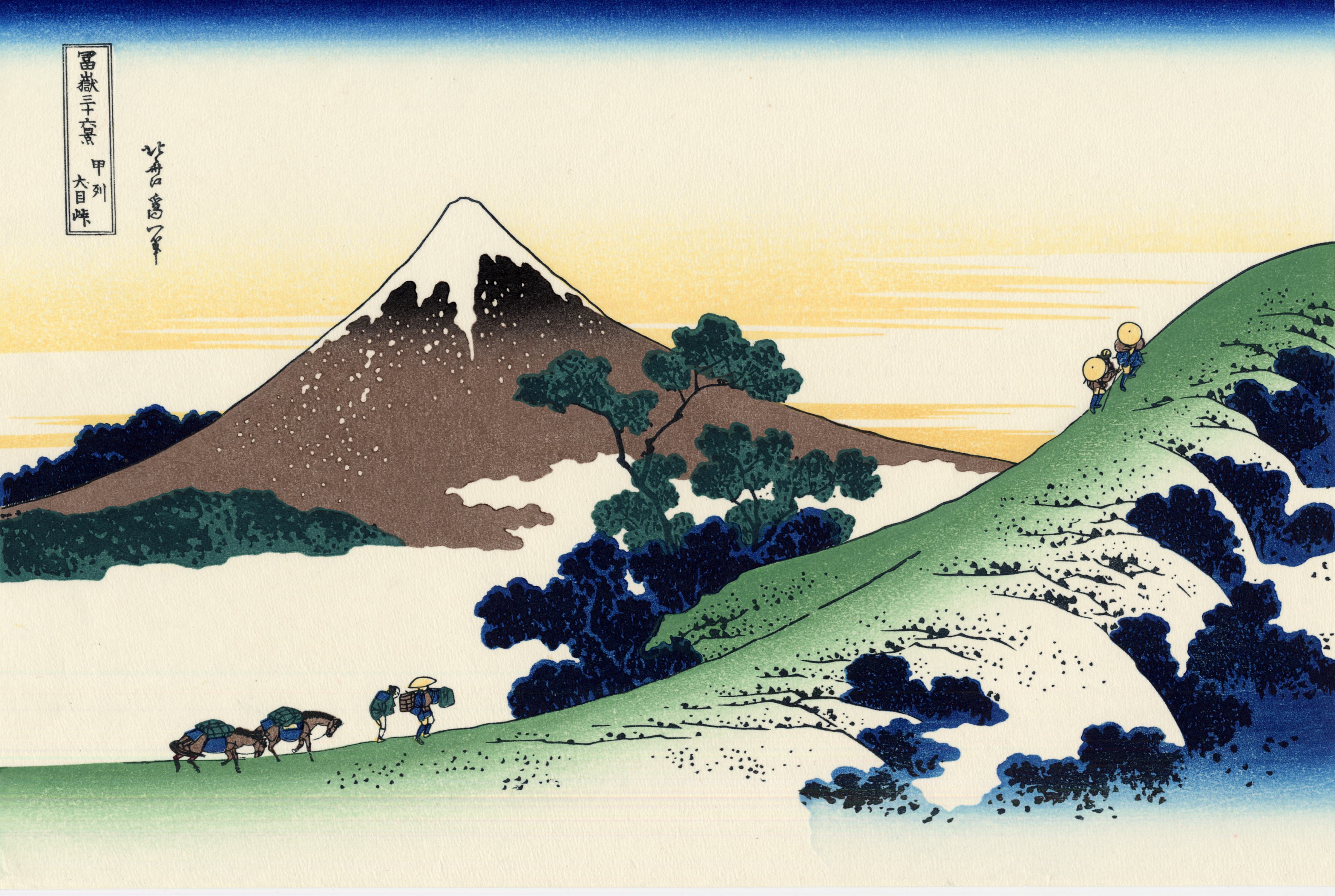
6. 甲州犬目峠
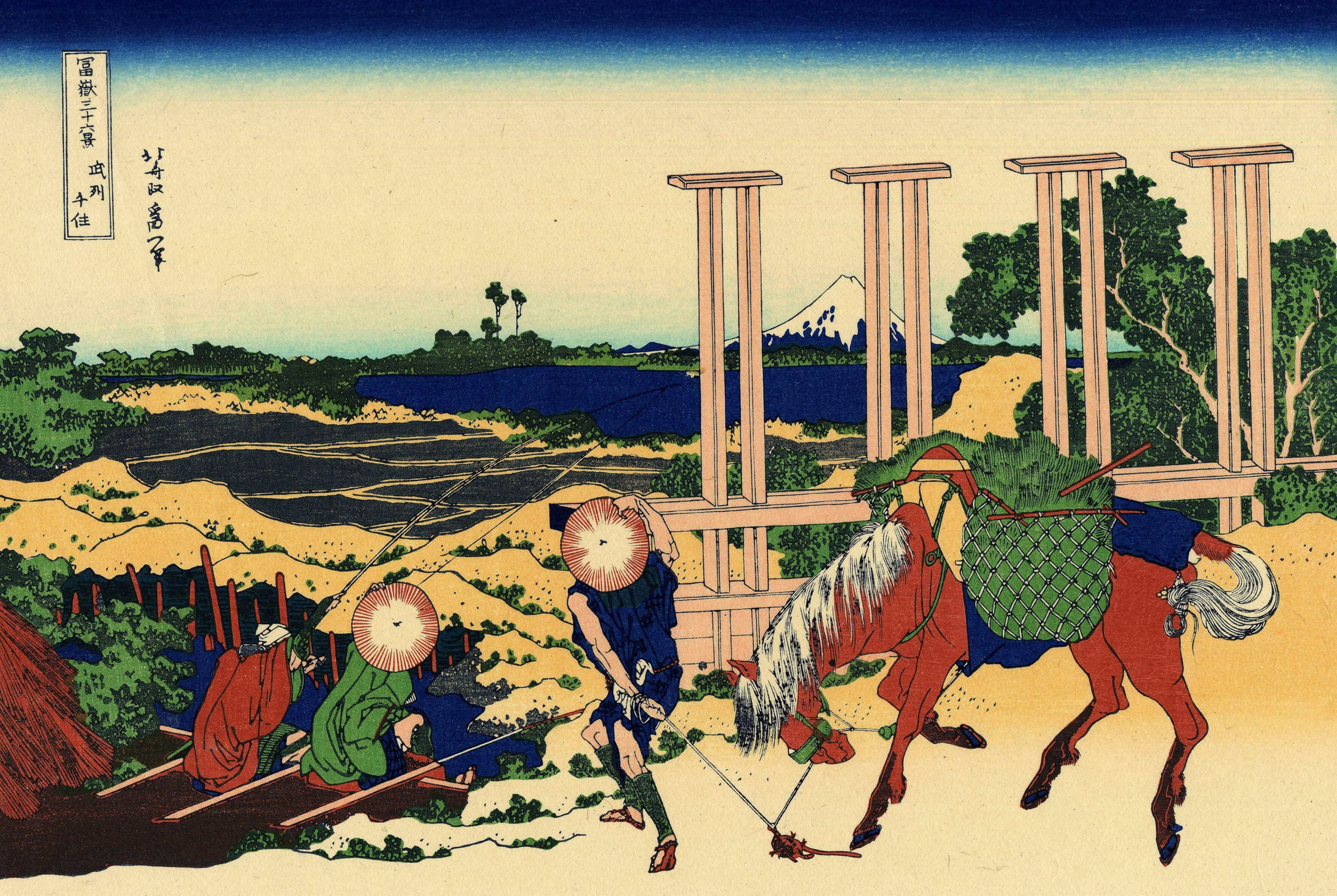
7. 武州千住
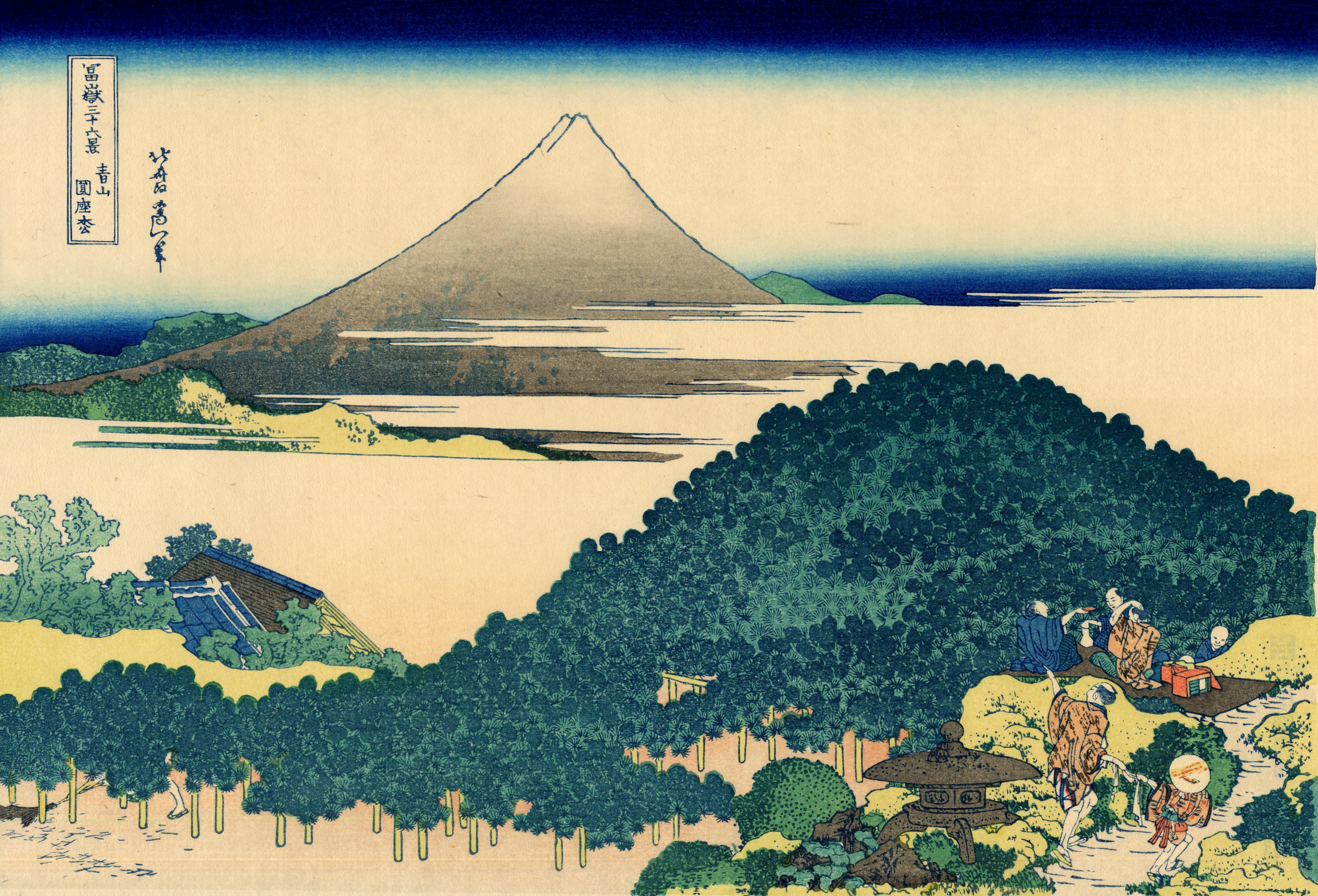
8. 青山圎𫝶枩
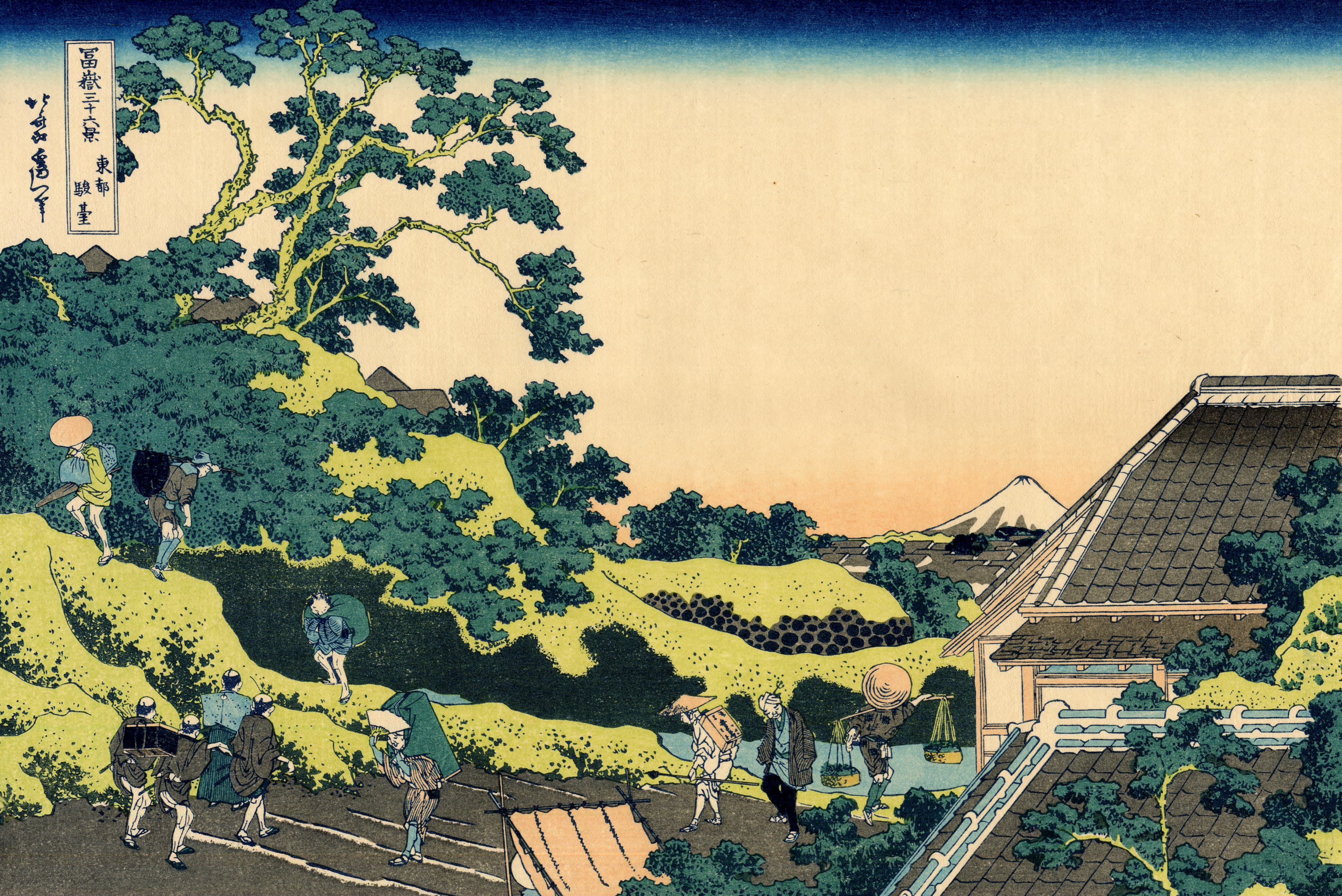
9. 東都駿臺
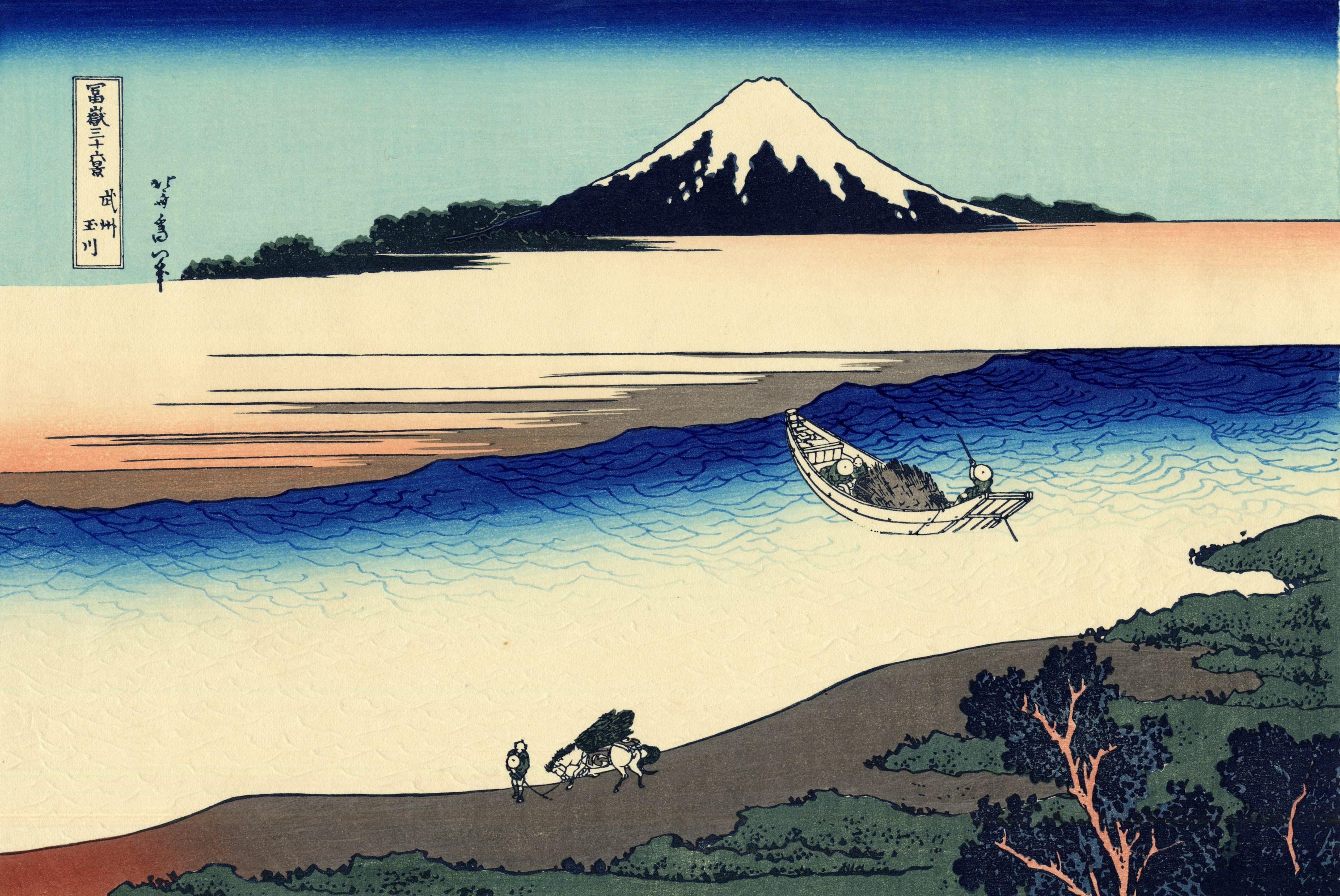
10. 武州玉川
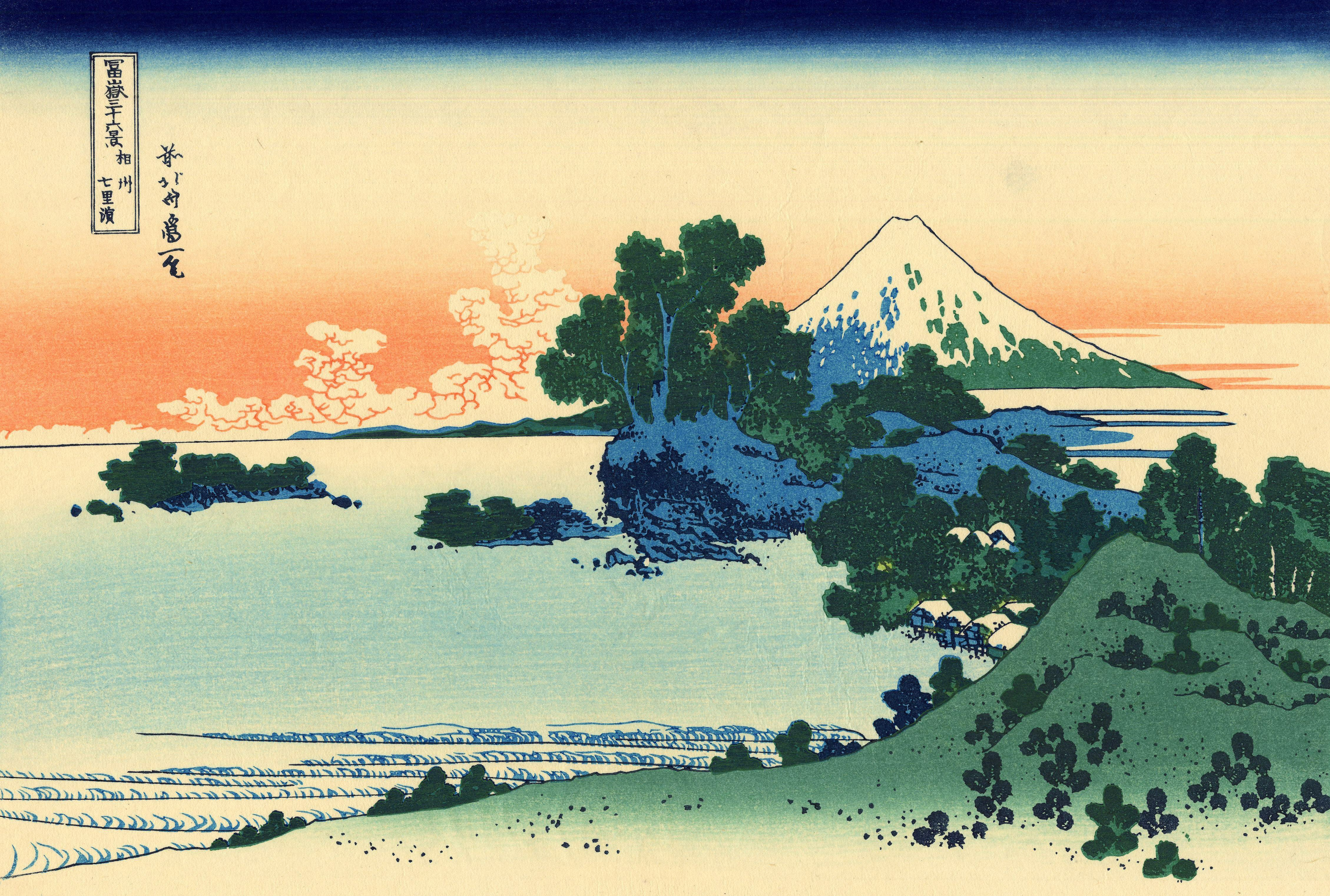
11. 相州七里濵
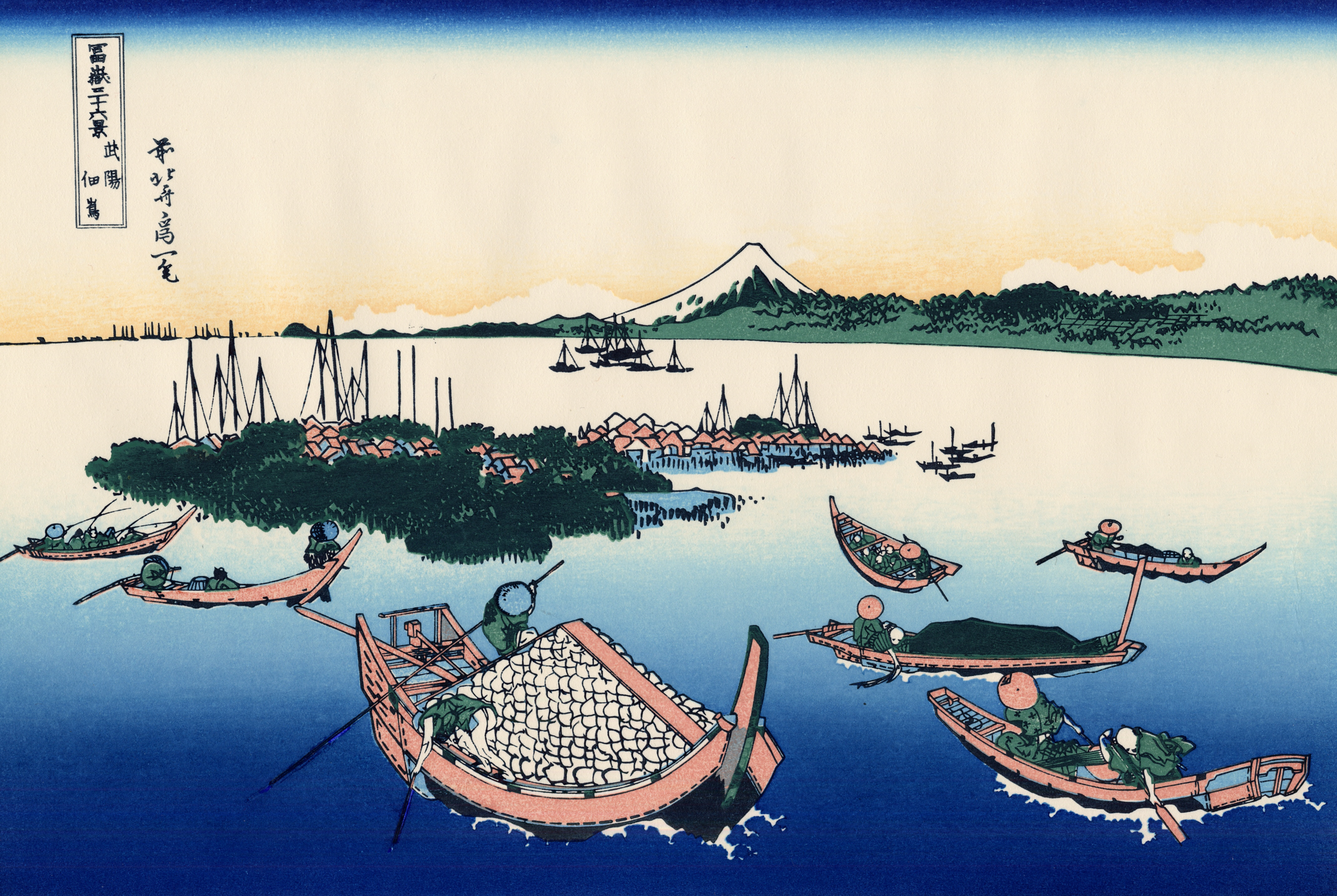
12. 武陽佃嶌
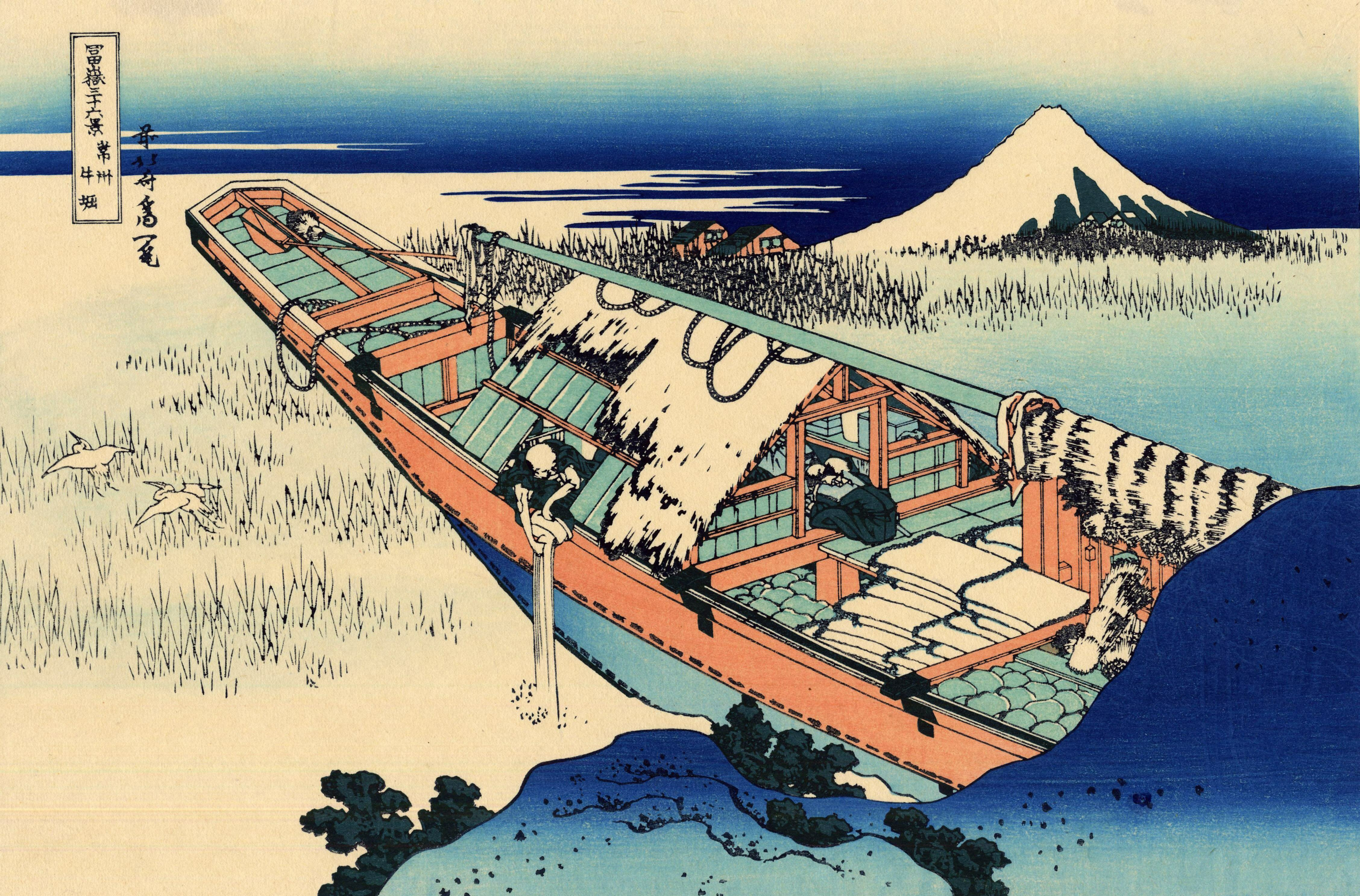
13.常州牛堀
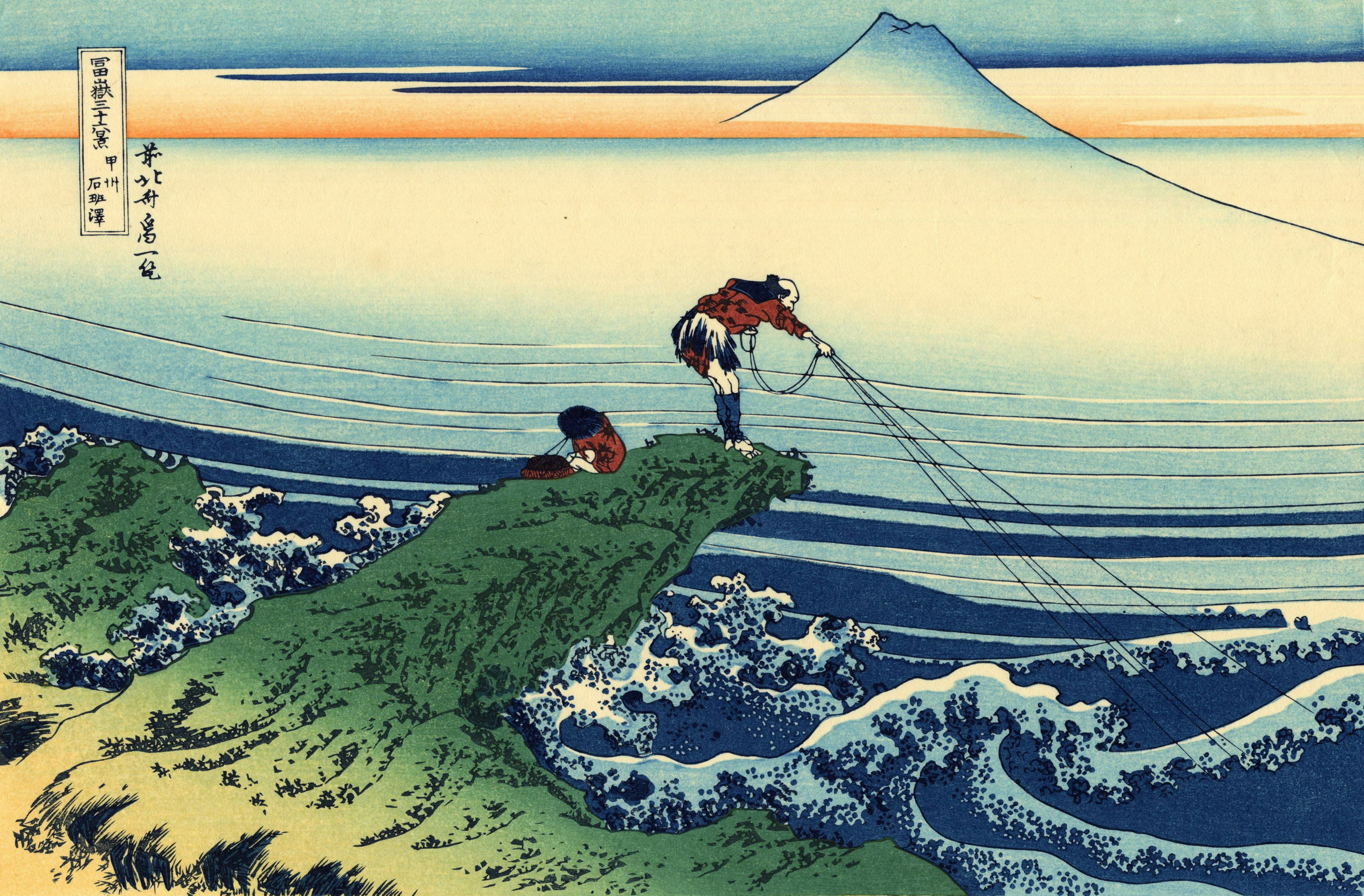
14. 甲州石班澤
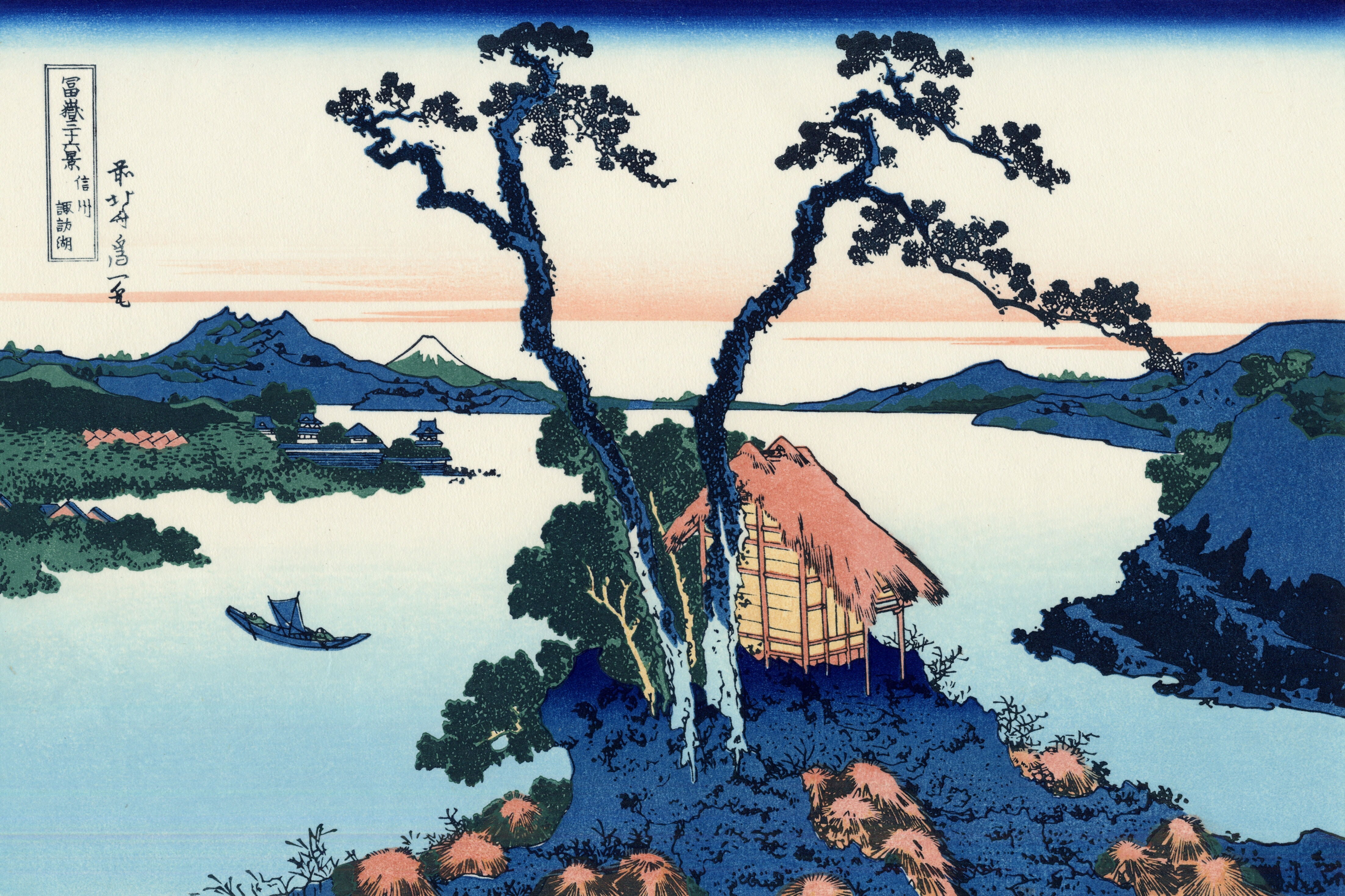
15. 信州諏訪湖
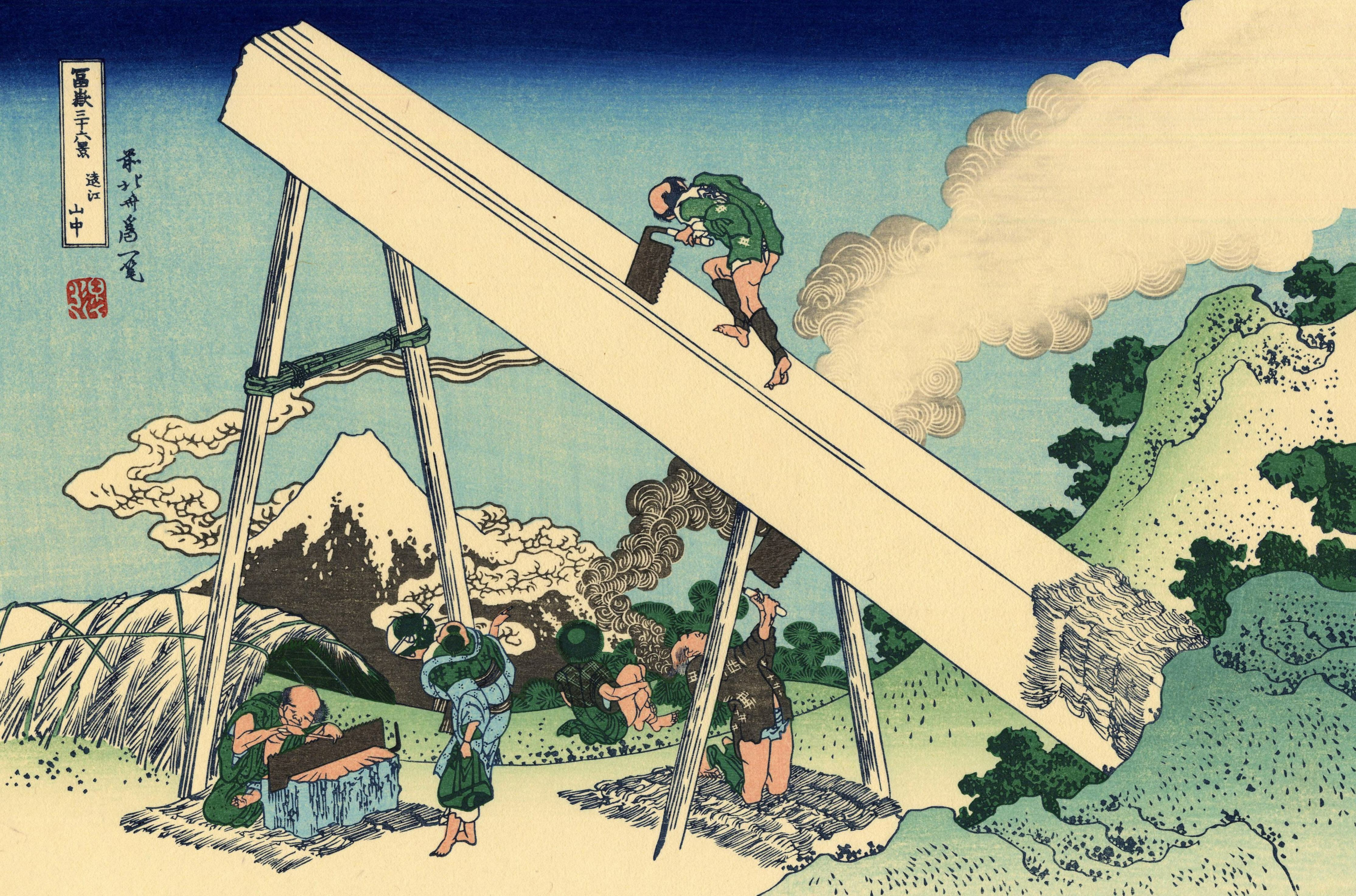
16. 逺江山中
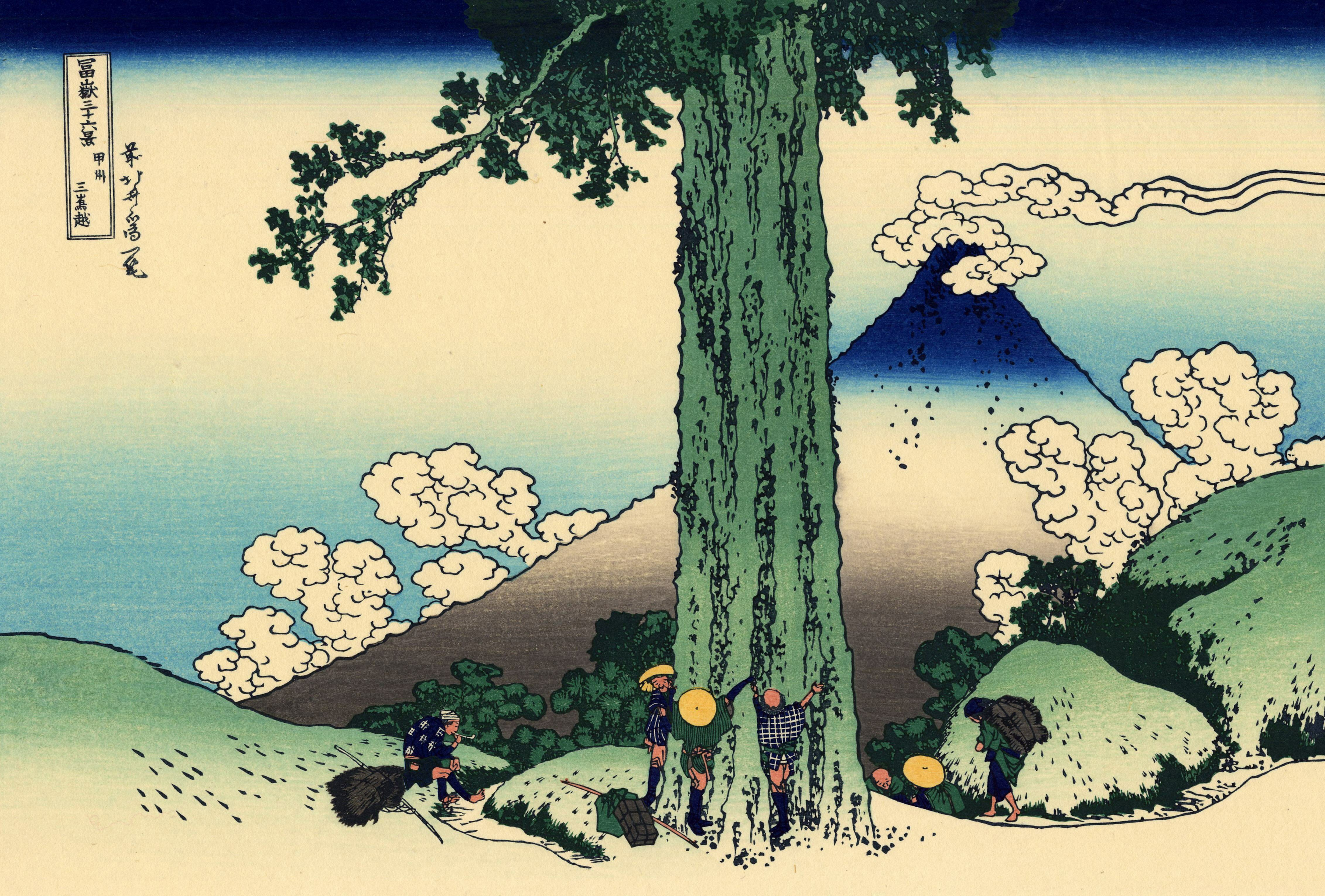
17. 甲州三嶌越
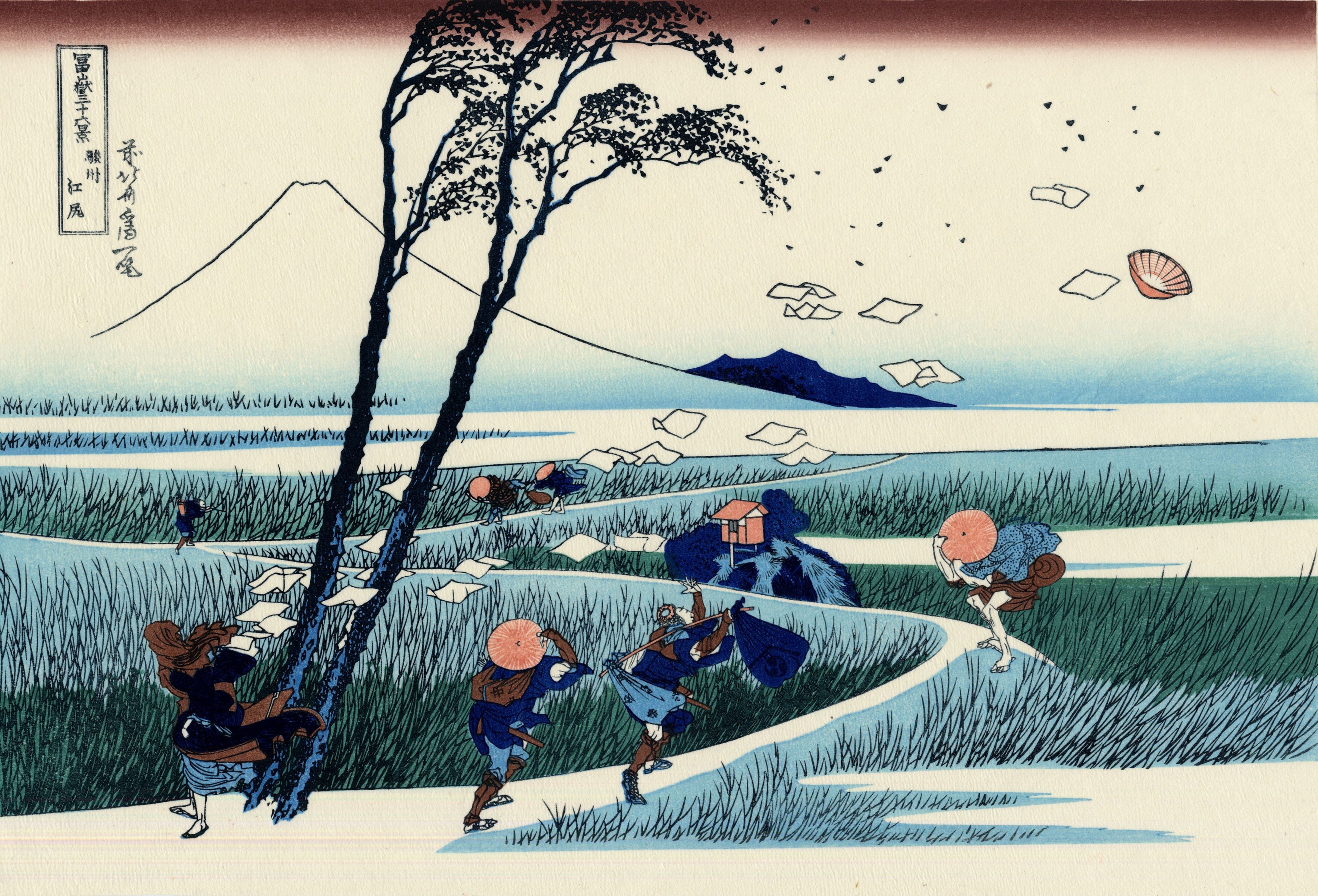
18. 駿州江尻
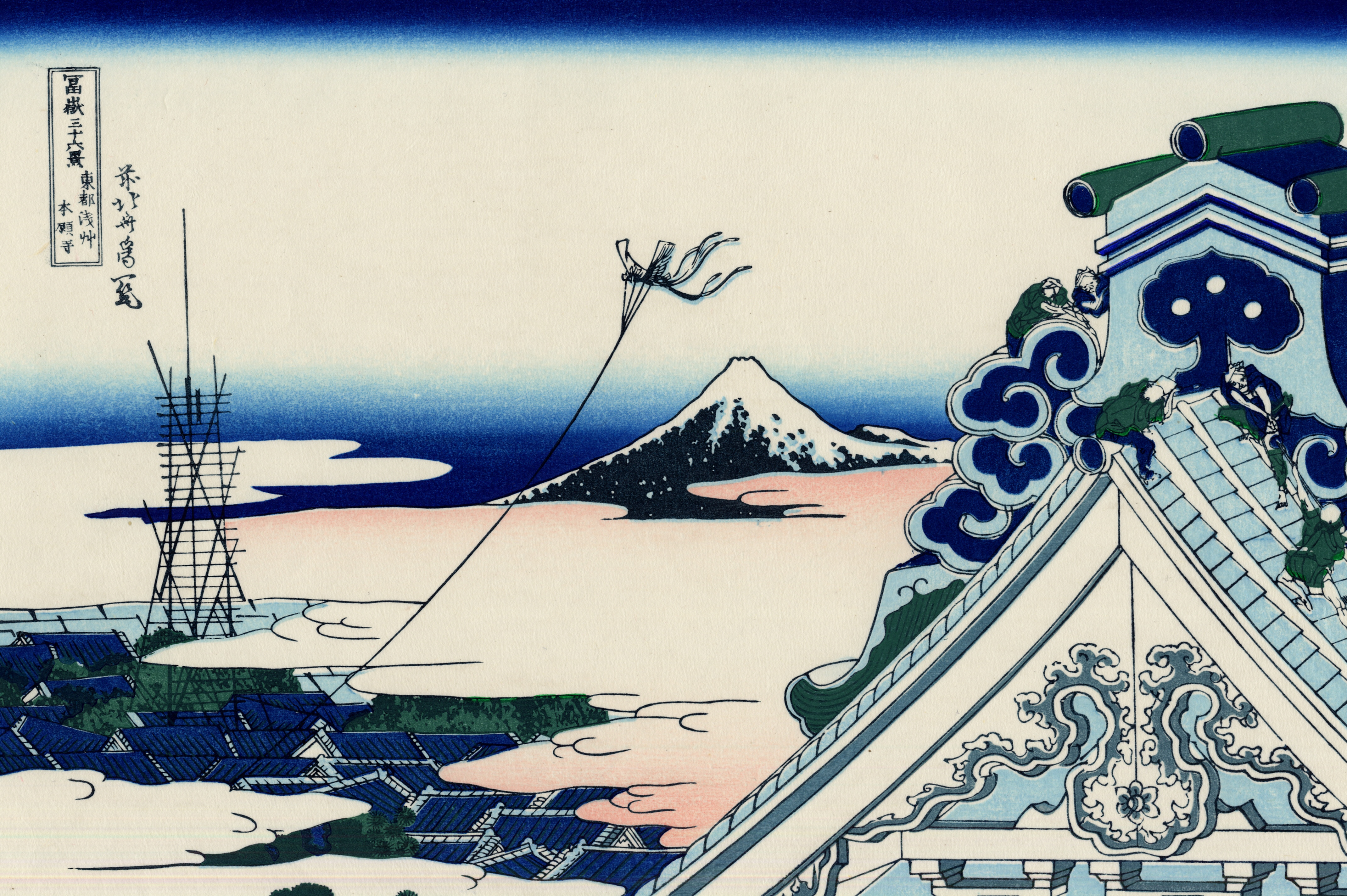
19. 東都浅艸本願寺
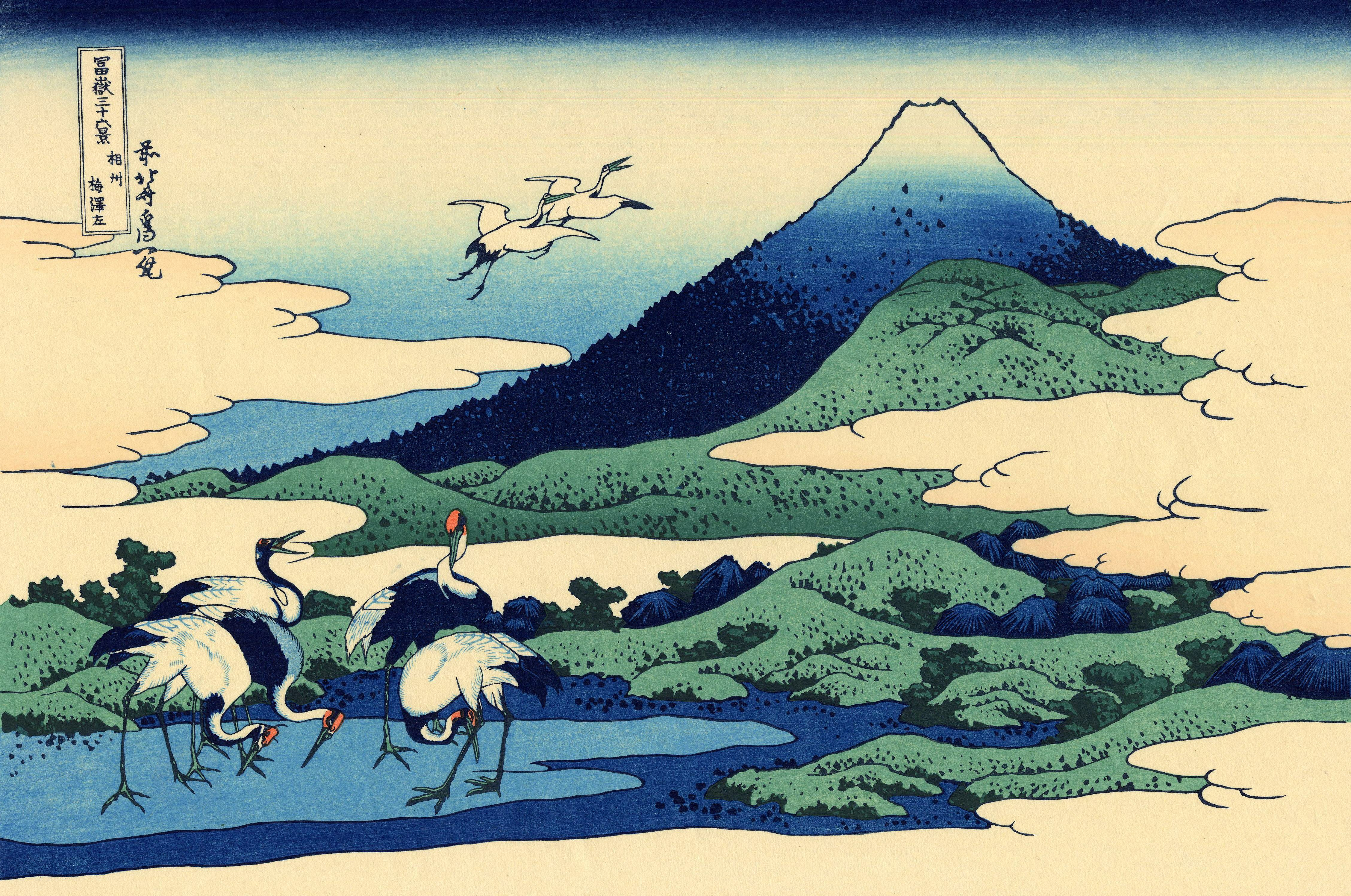
20. 相州梅澤左
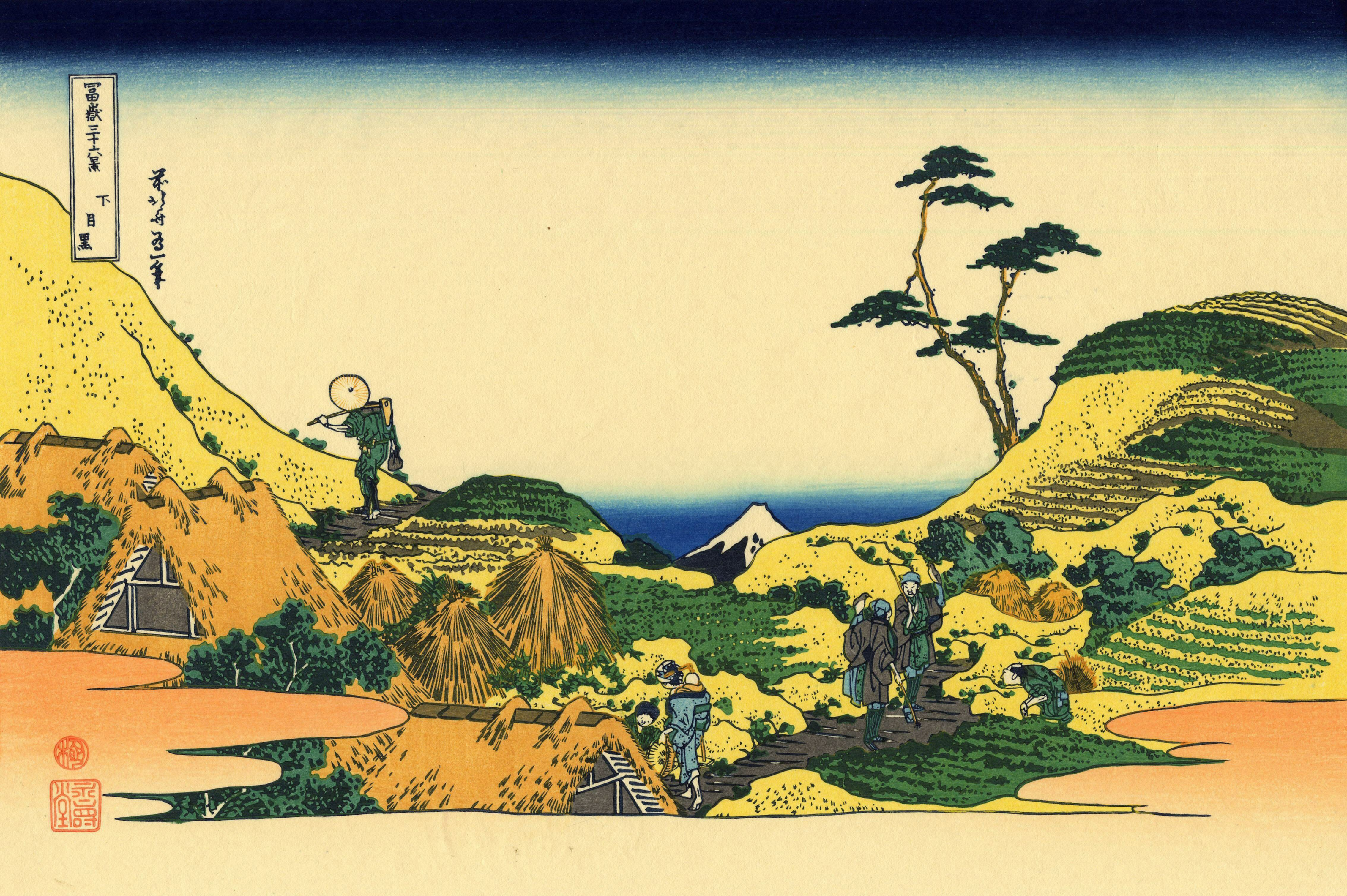
21. 下目黒
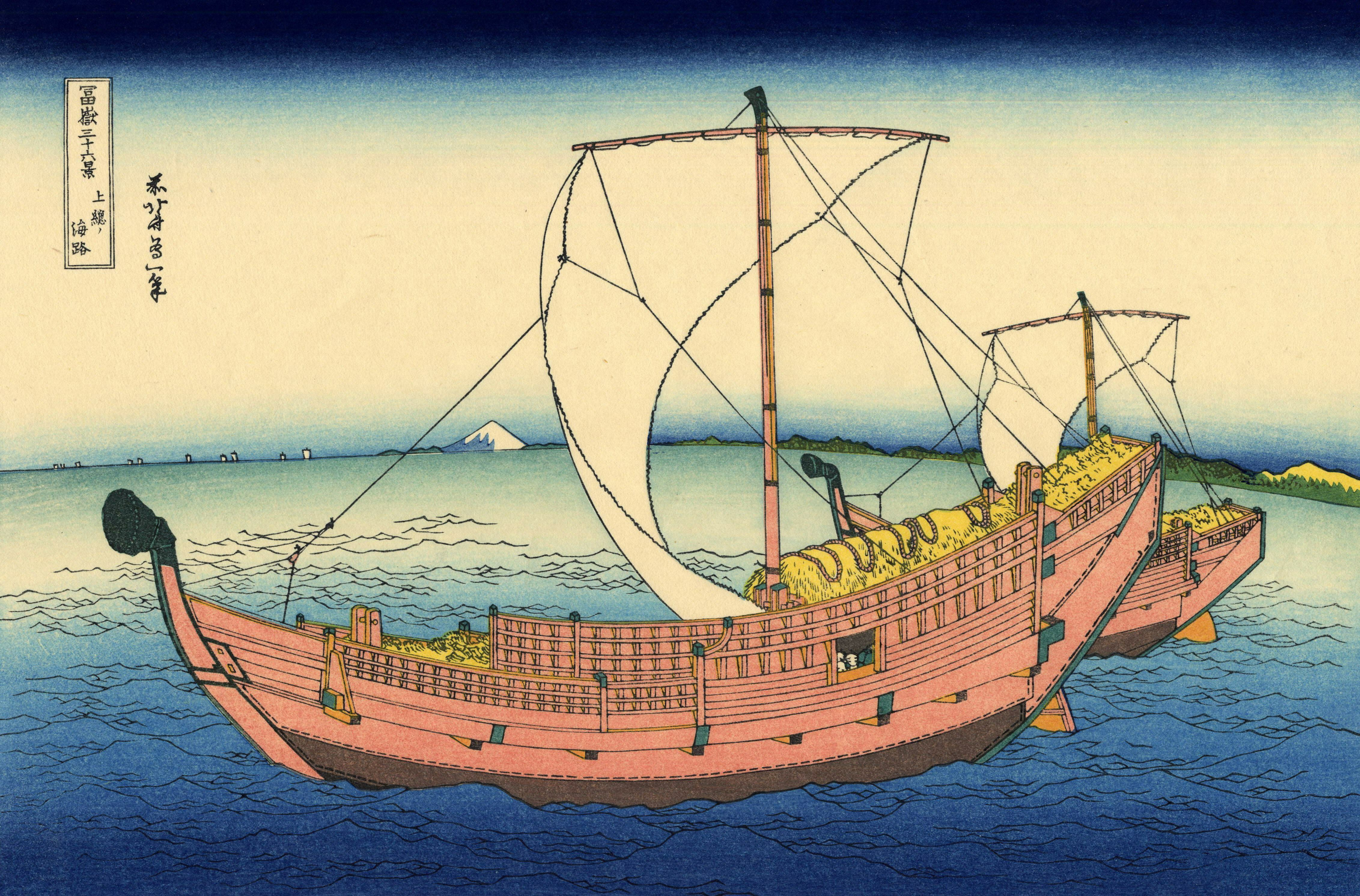
22. 上総ノ海路
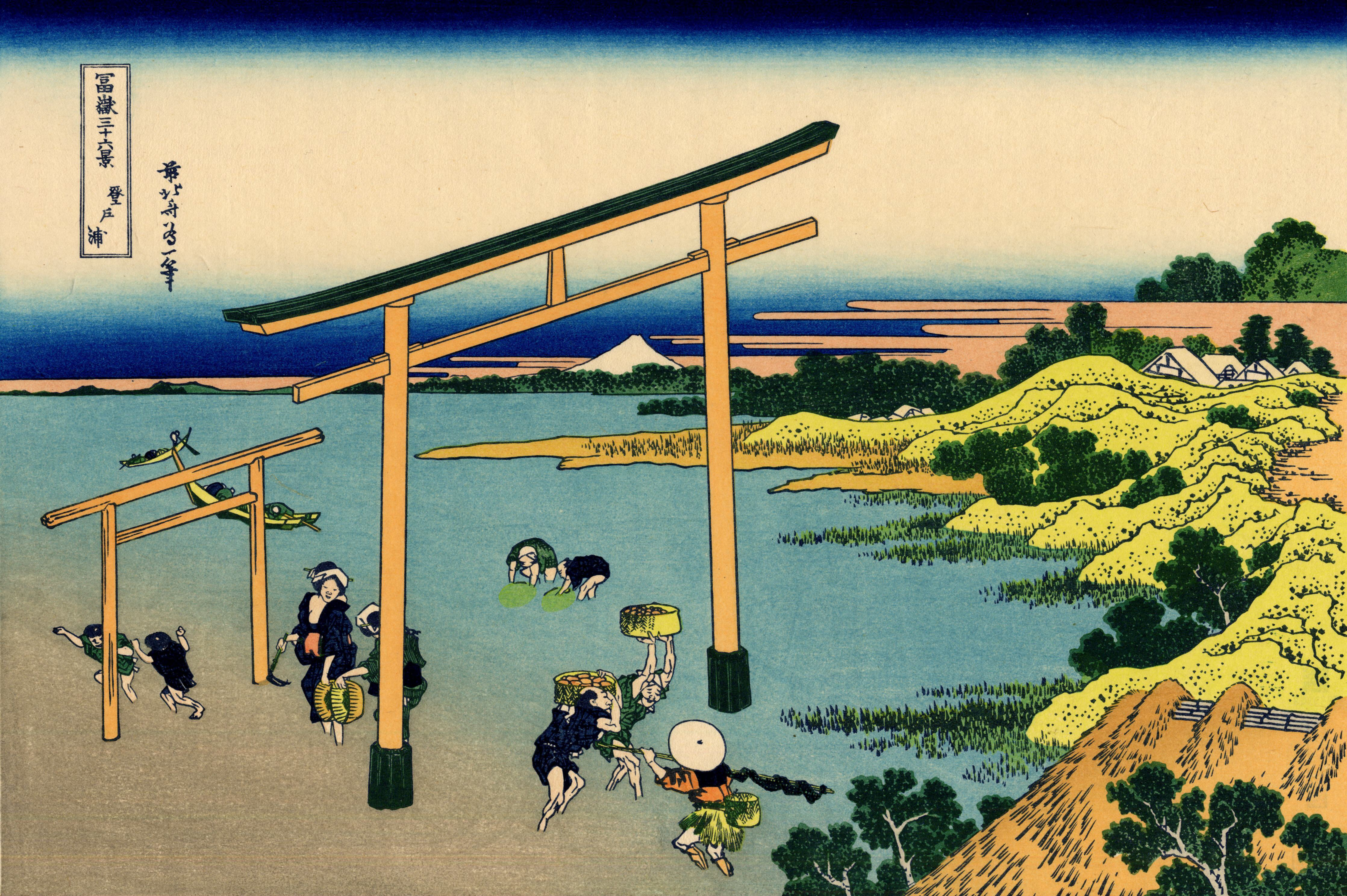
23. 登戶浦
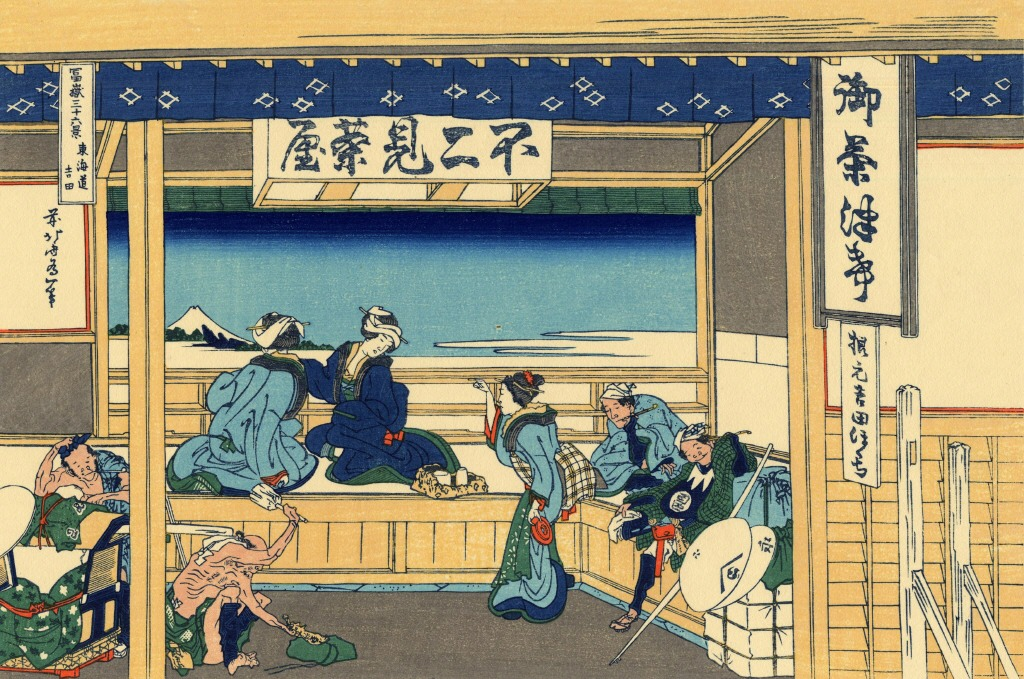
24.　東海道吉田
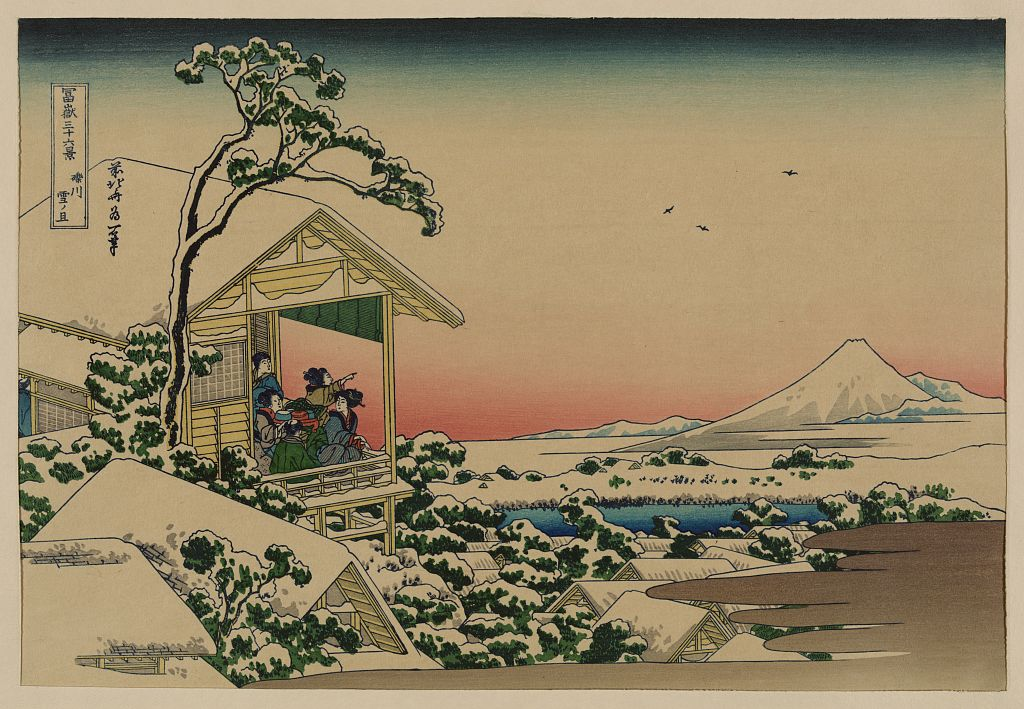
25. 礫川雪ノ且
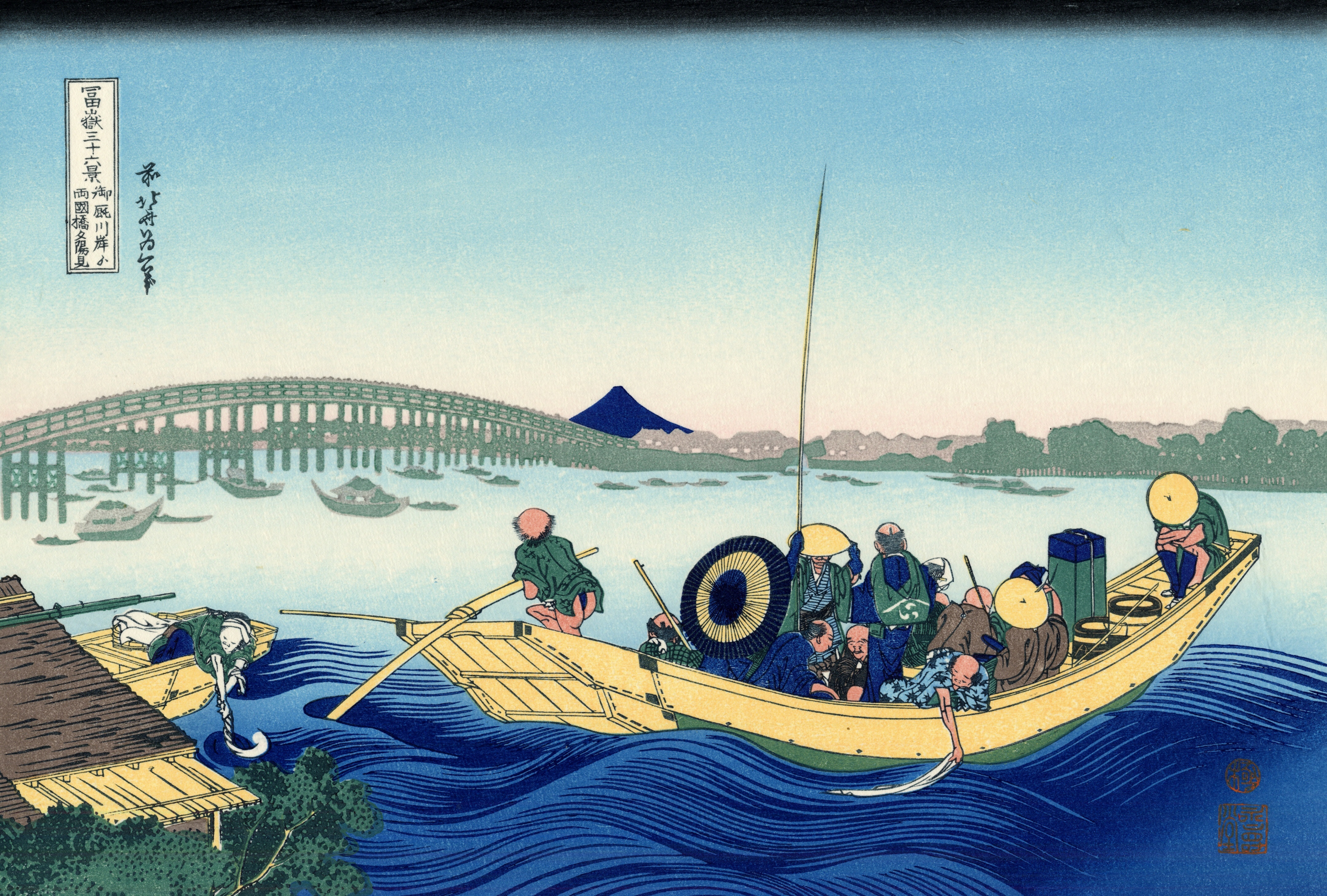
26. 御厩川岸ゟ両國橋夕陽見
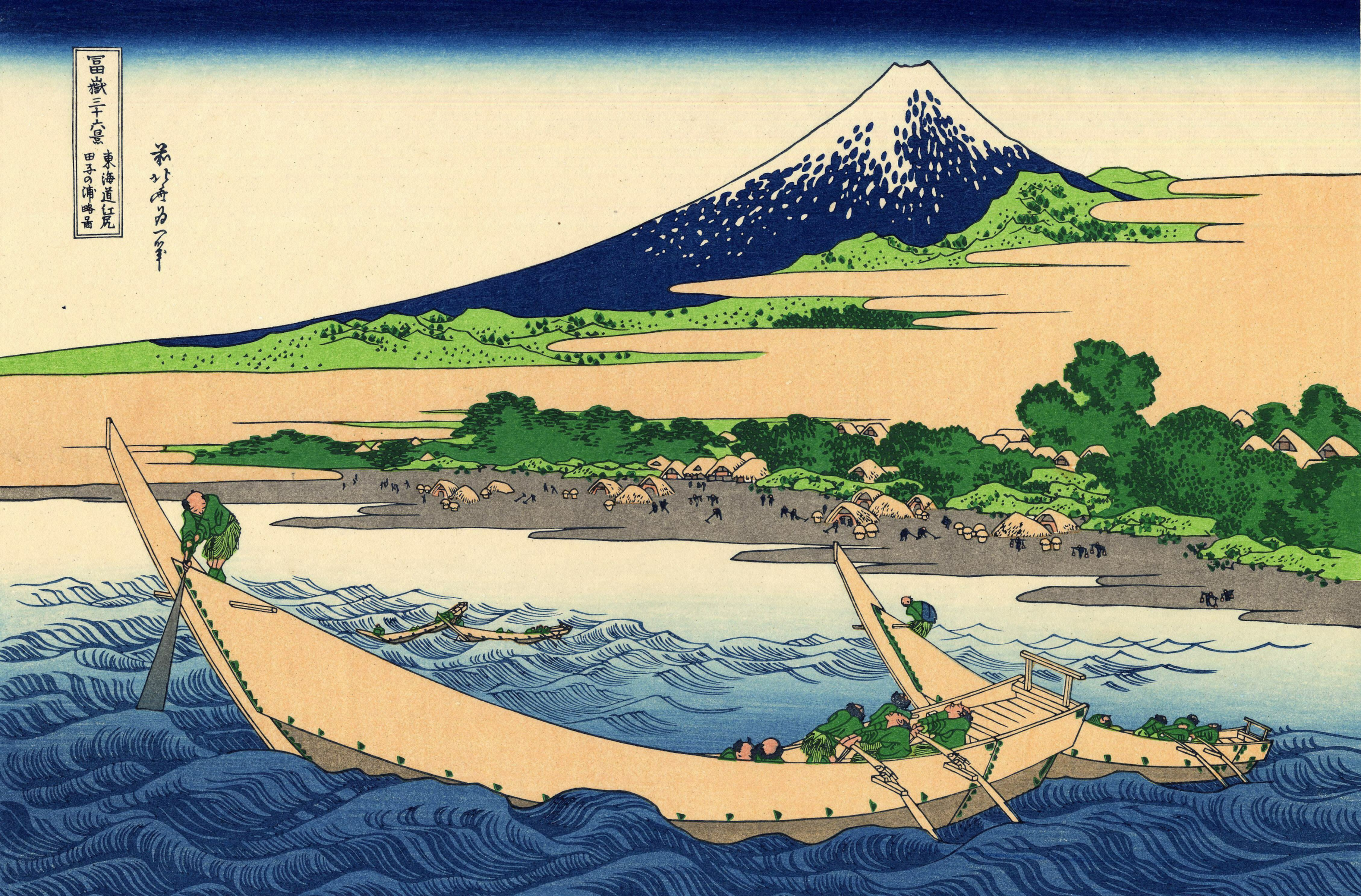
27. 東海道江尻田子の浦略啚
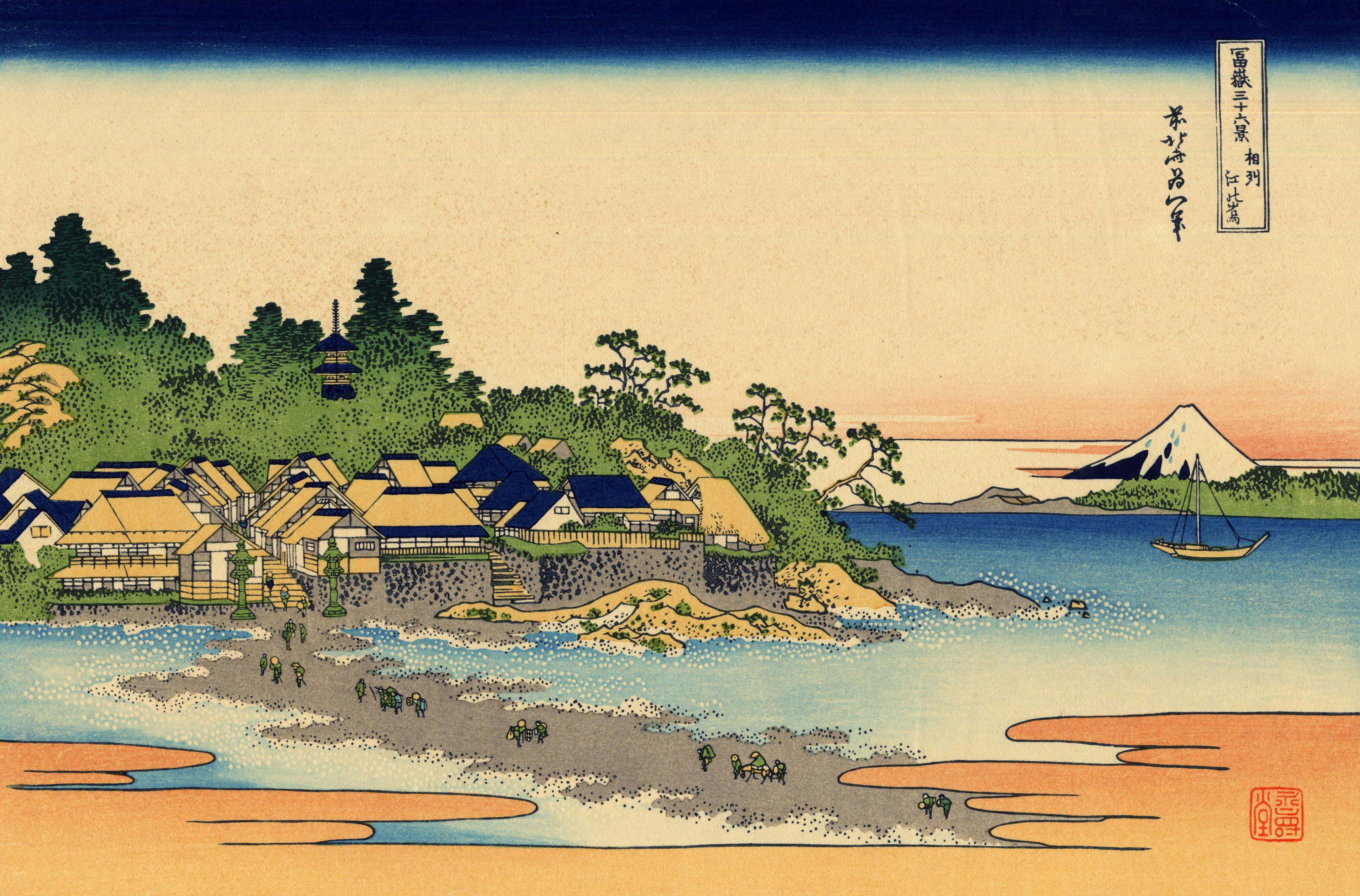
28. 相州江の嶌
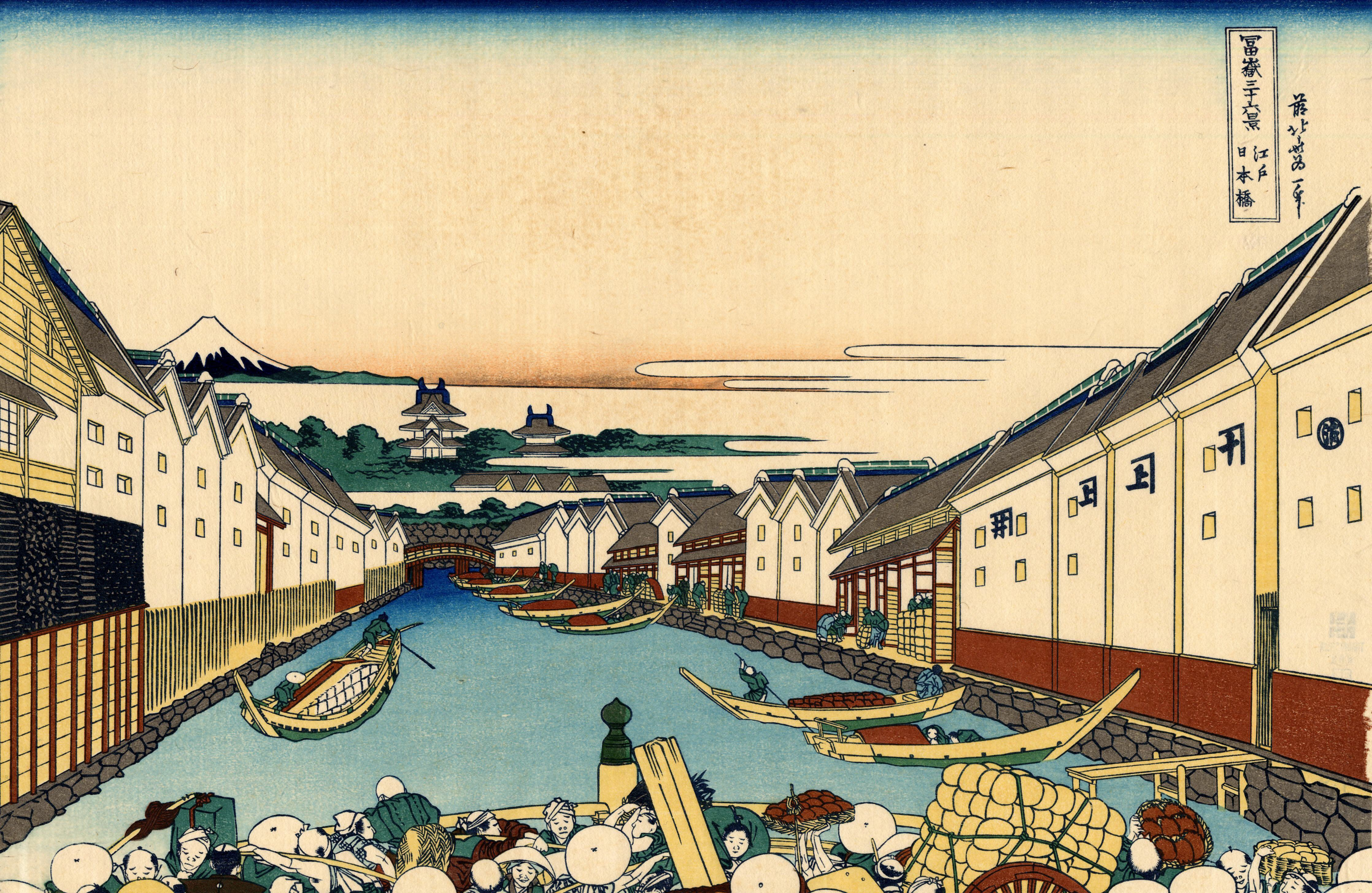
29. 江戶日本橋
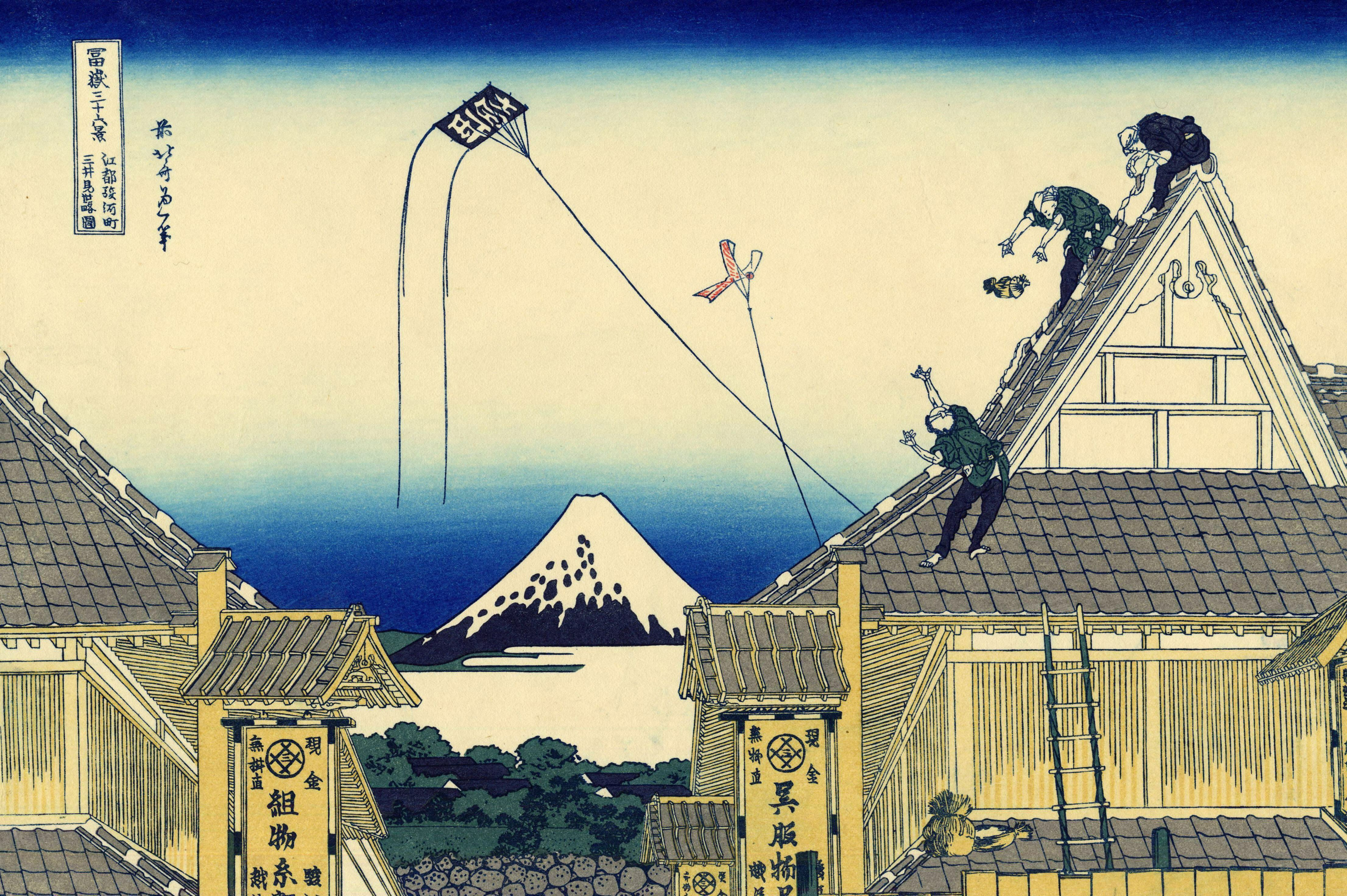
30. 江都駿河町三井見世略圖
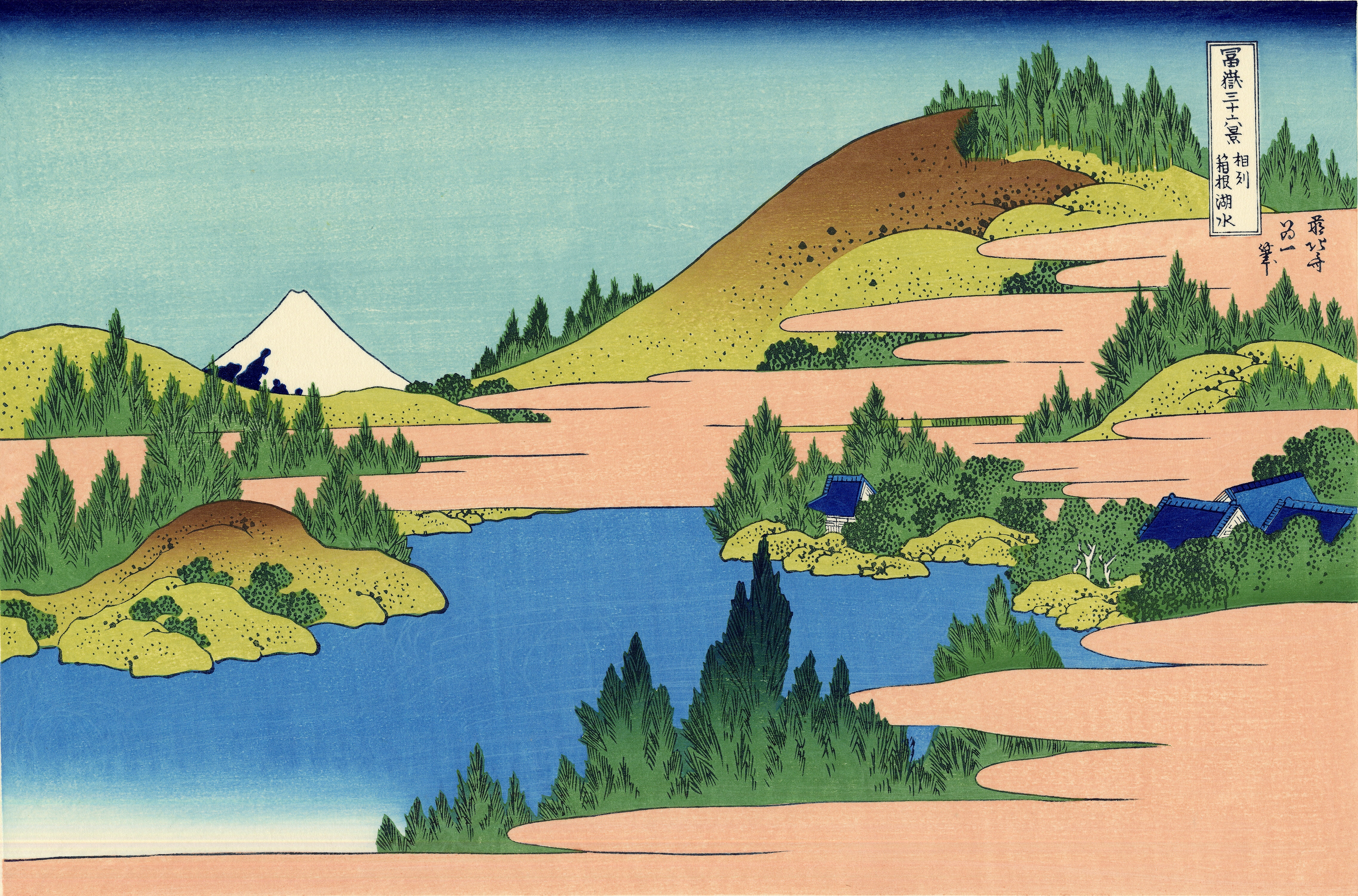
31. 相州箱根湖水
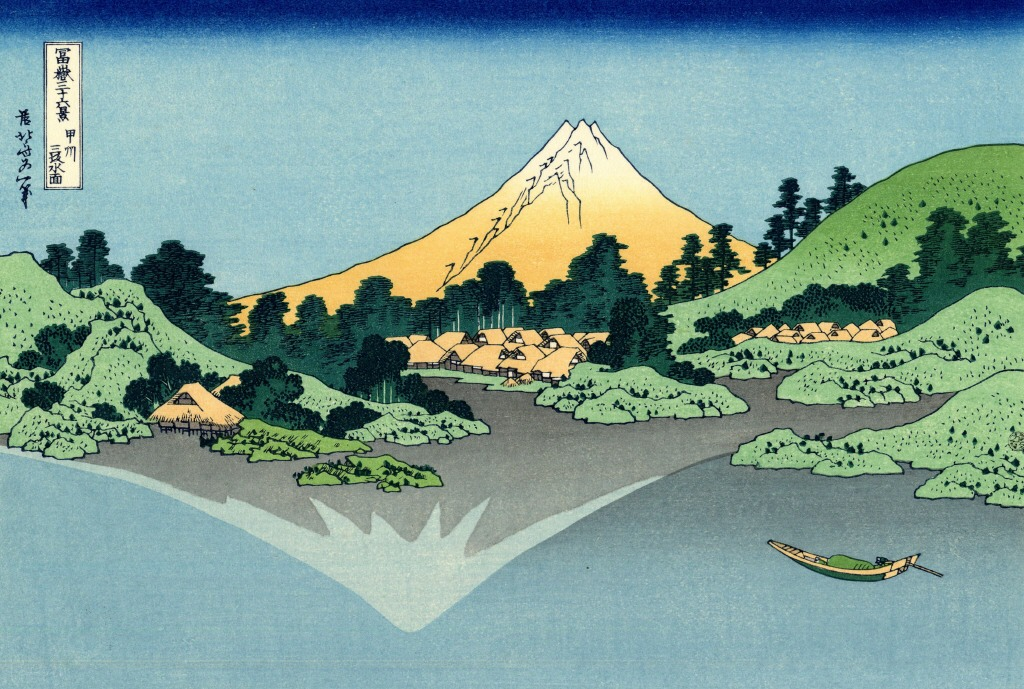
32. 甲州三坂水面
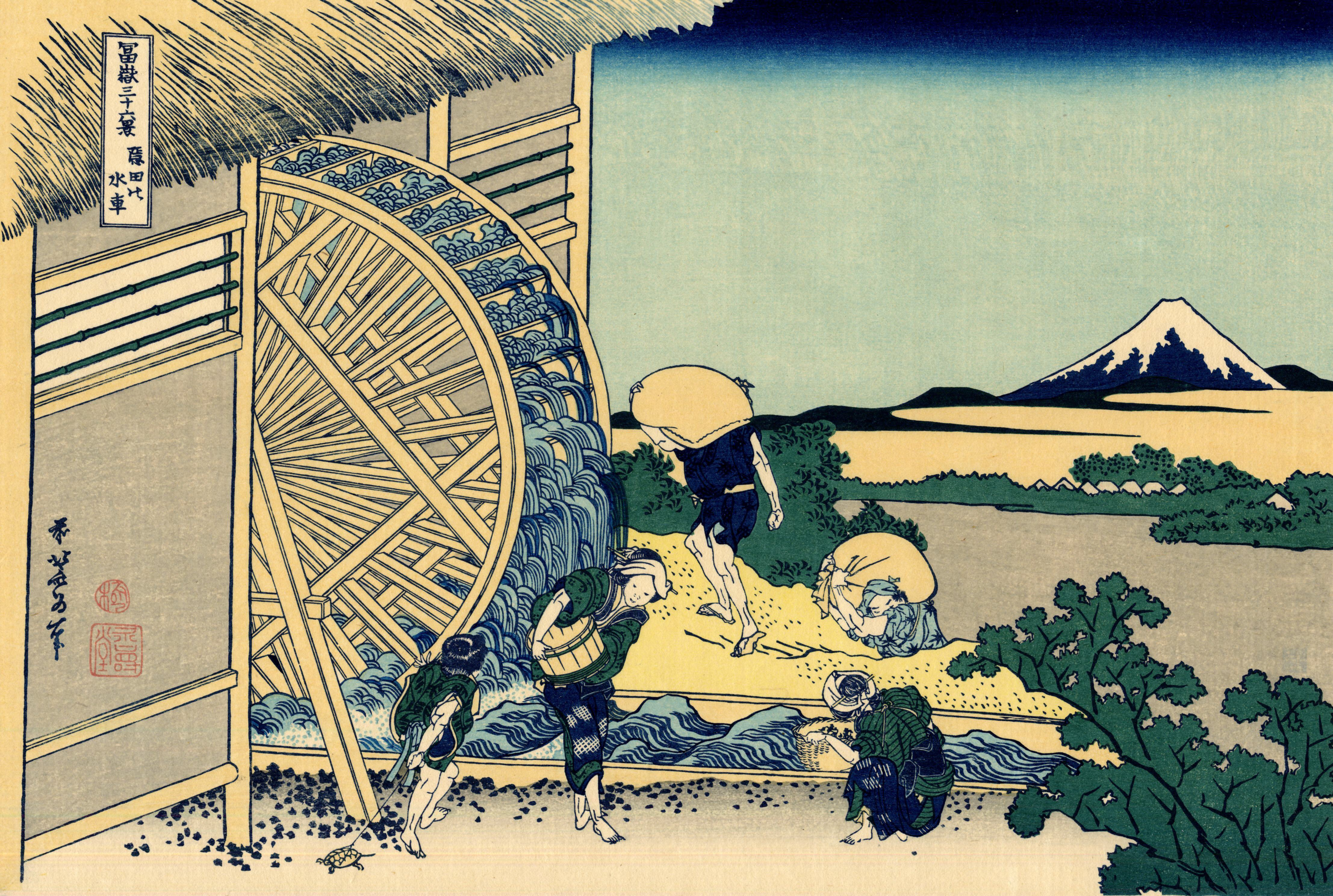
33. 隠田の水車
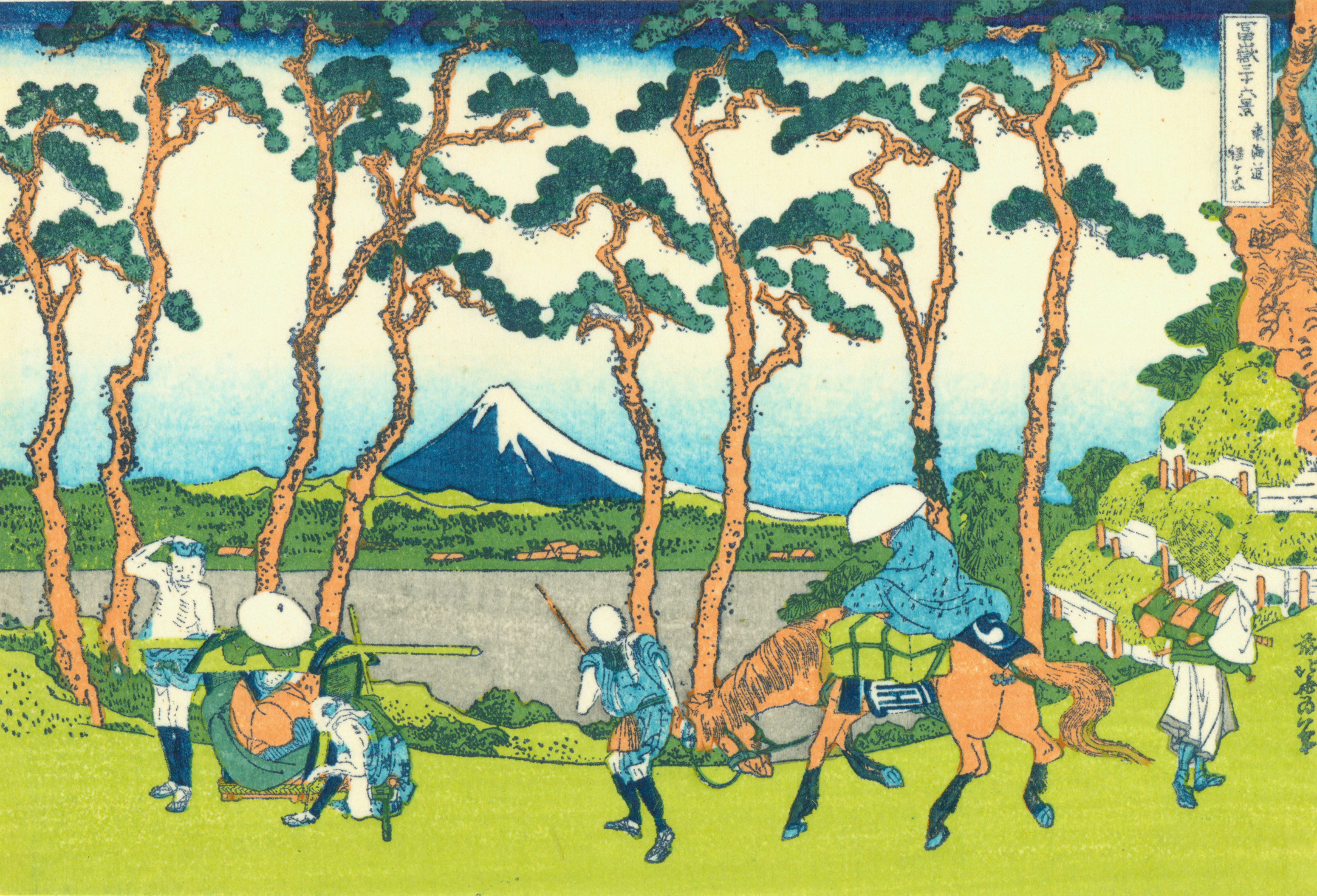
34. 東海道程ヶ谷
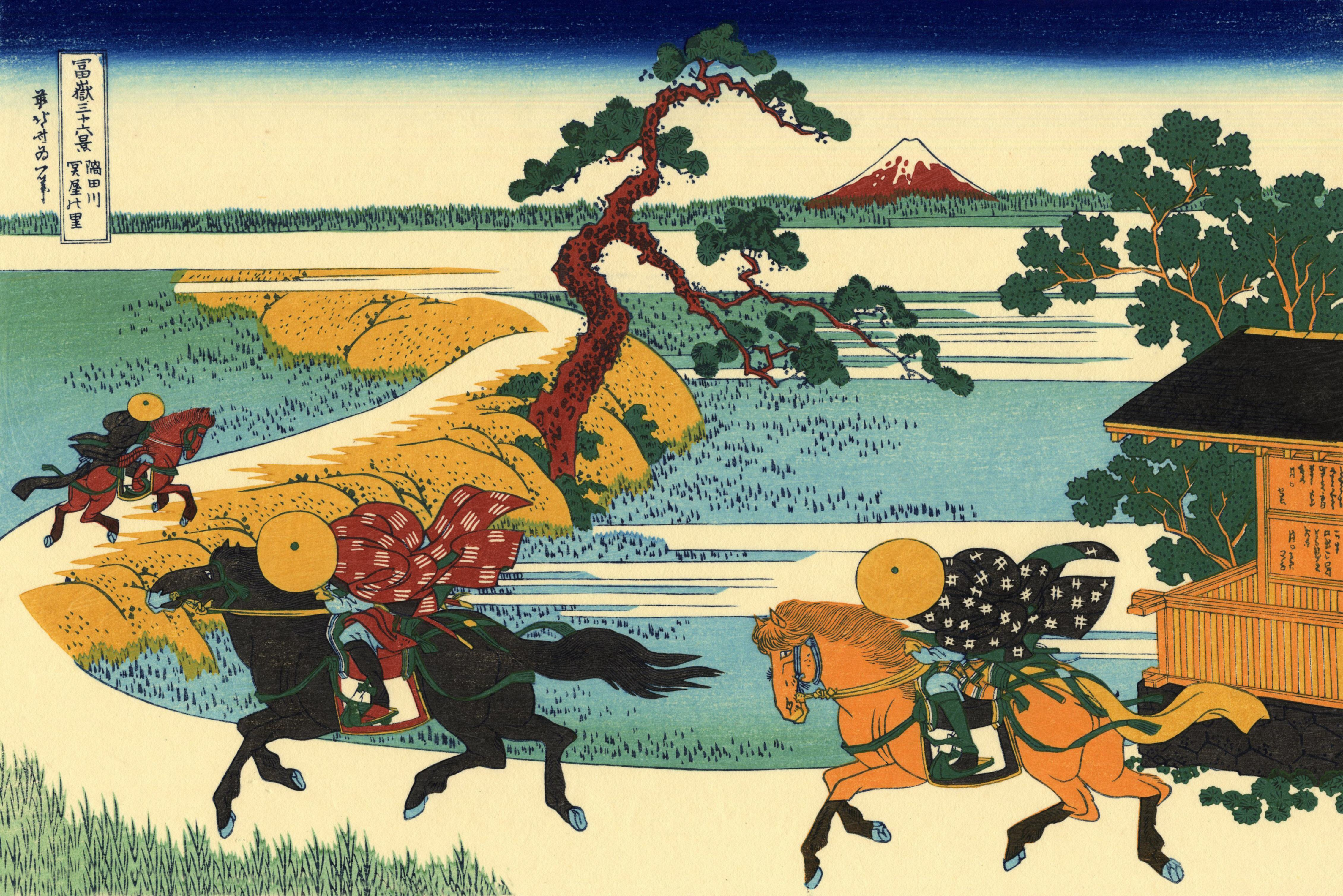
35. 隅田川関屋の里
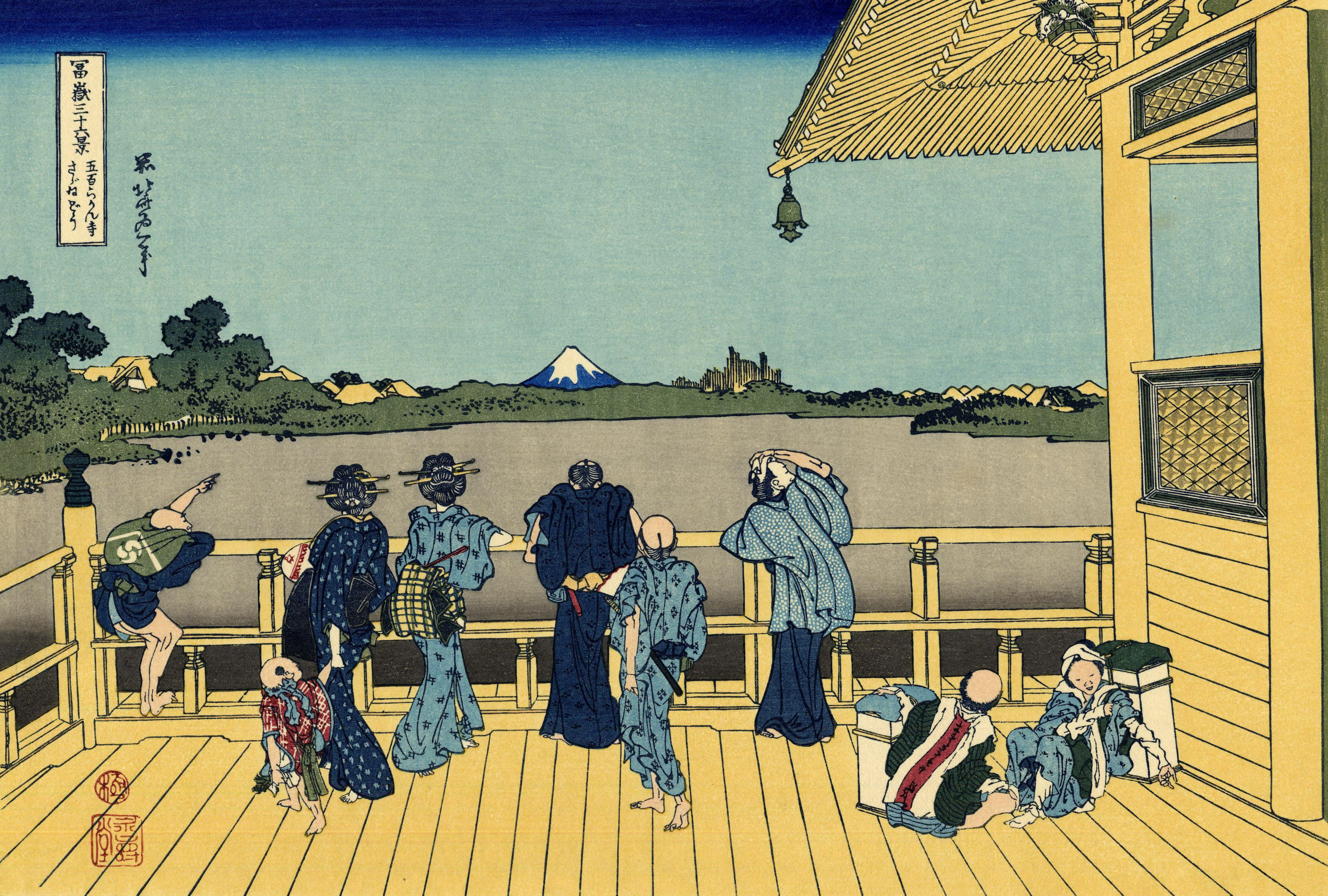
36. 五百らかん寺さゞゐどう
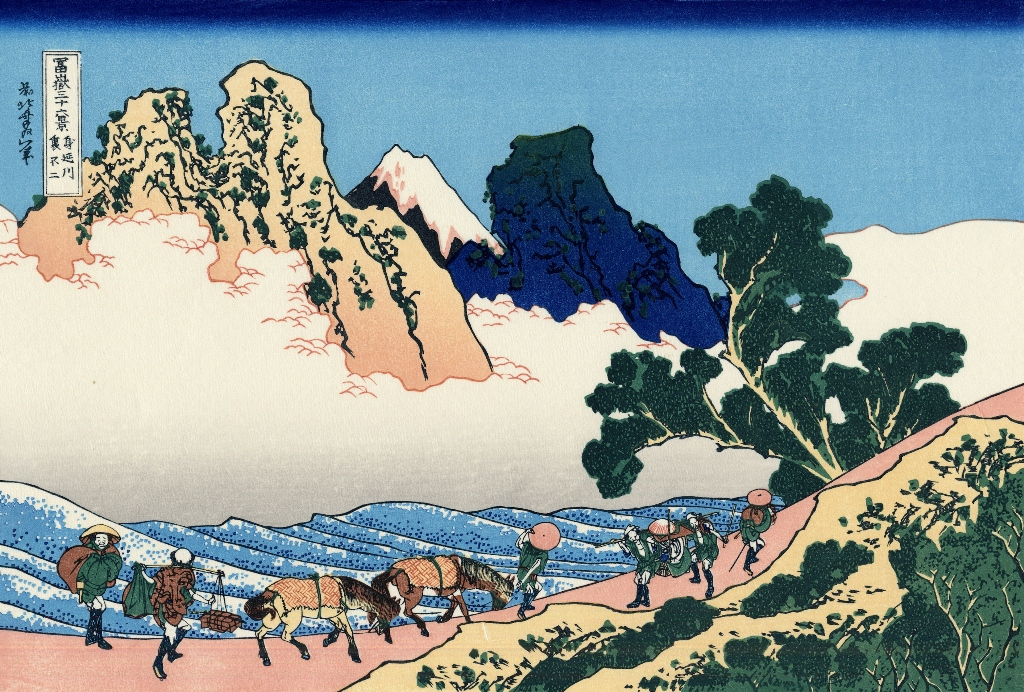
37. 身延川裏不二
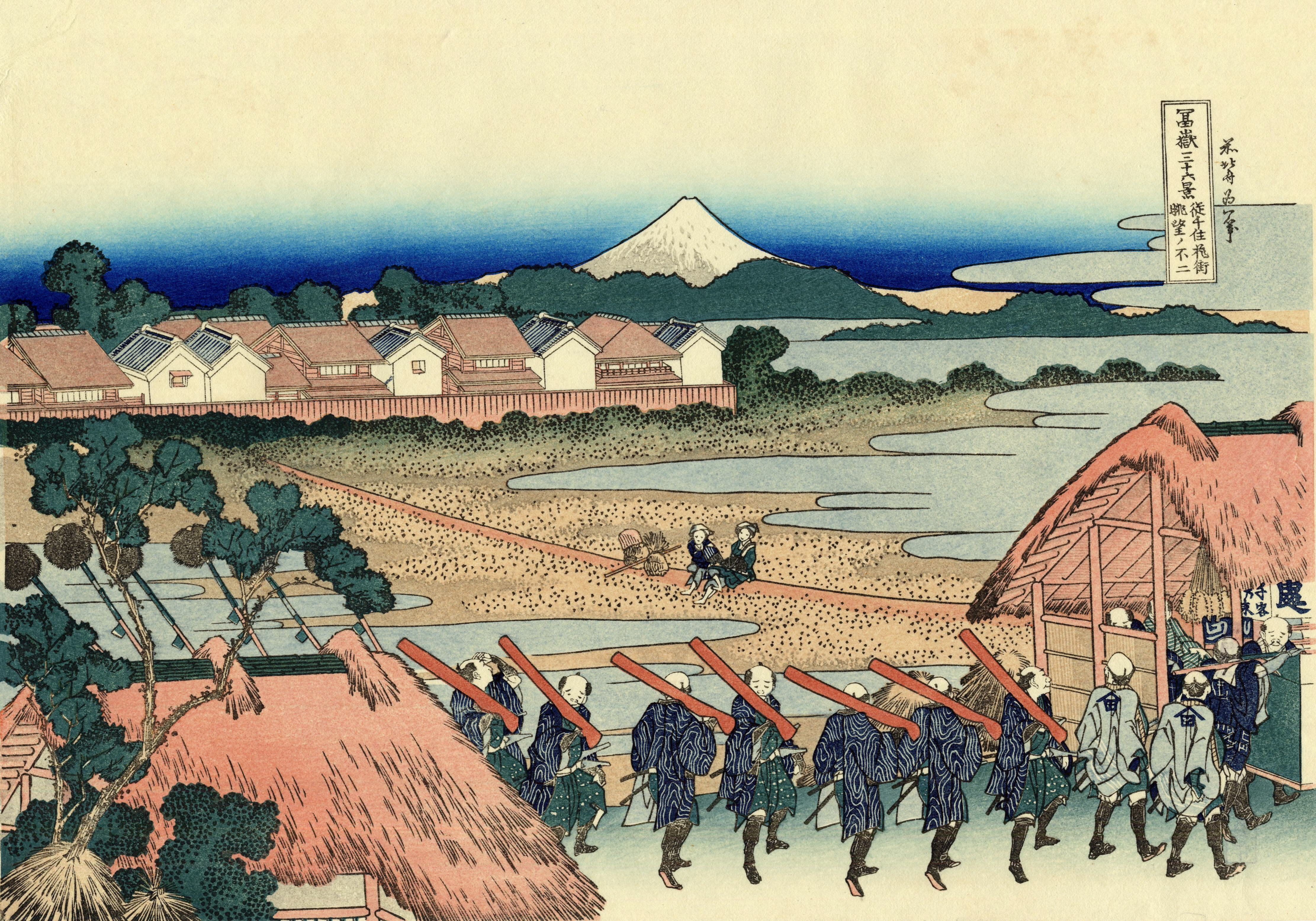
38. 従千住花街眺望ノ不二
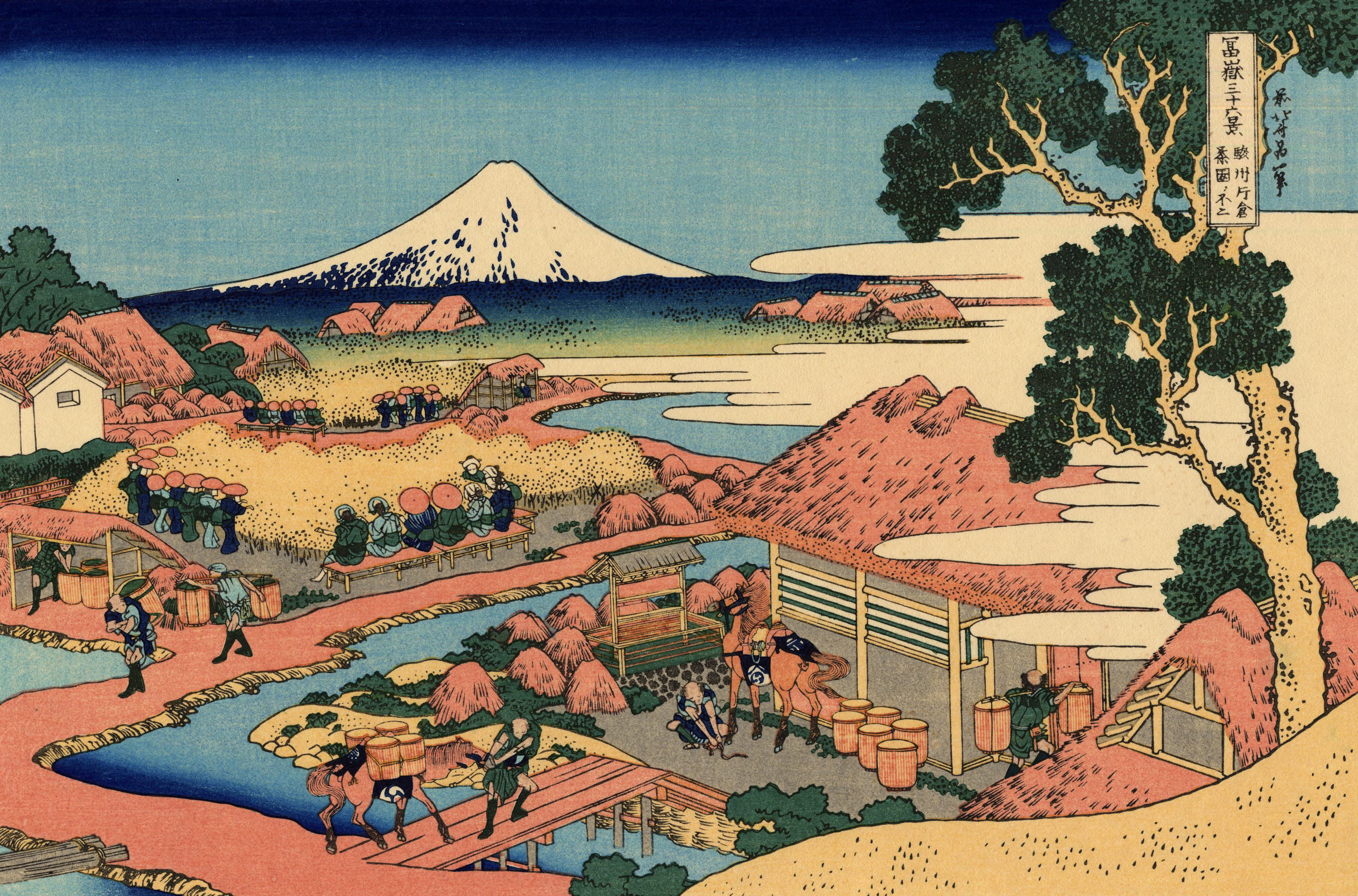
39. 駿州片倉茶園ノ不二
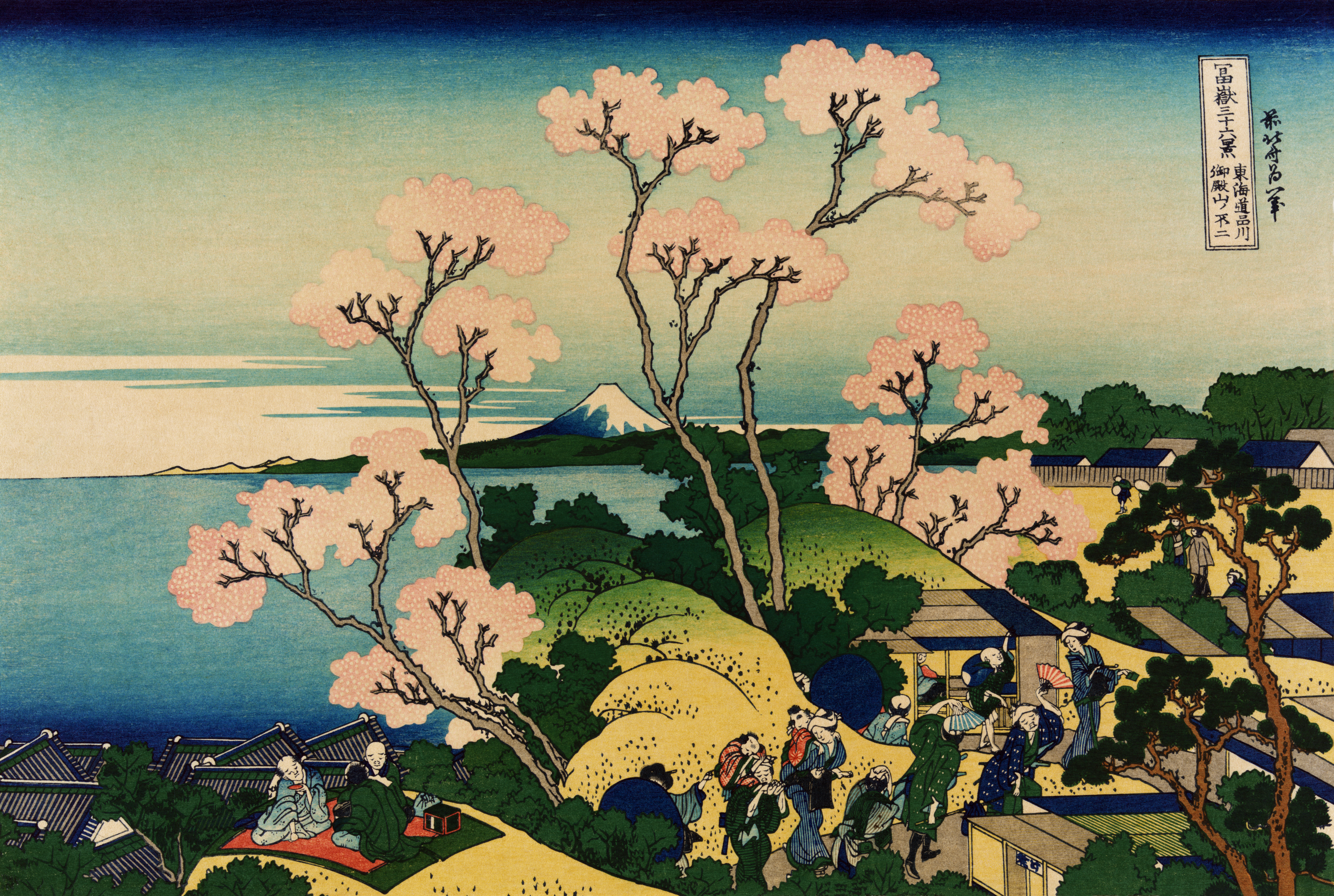
40. 東海道品川御殿山ノ不二
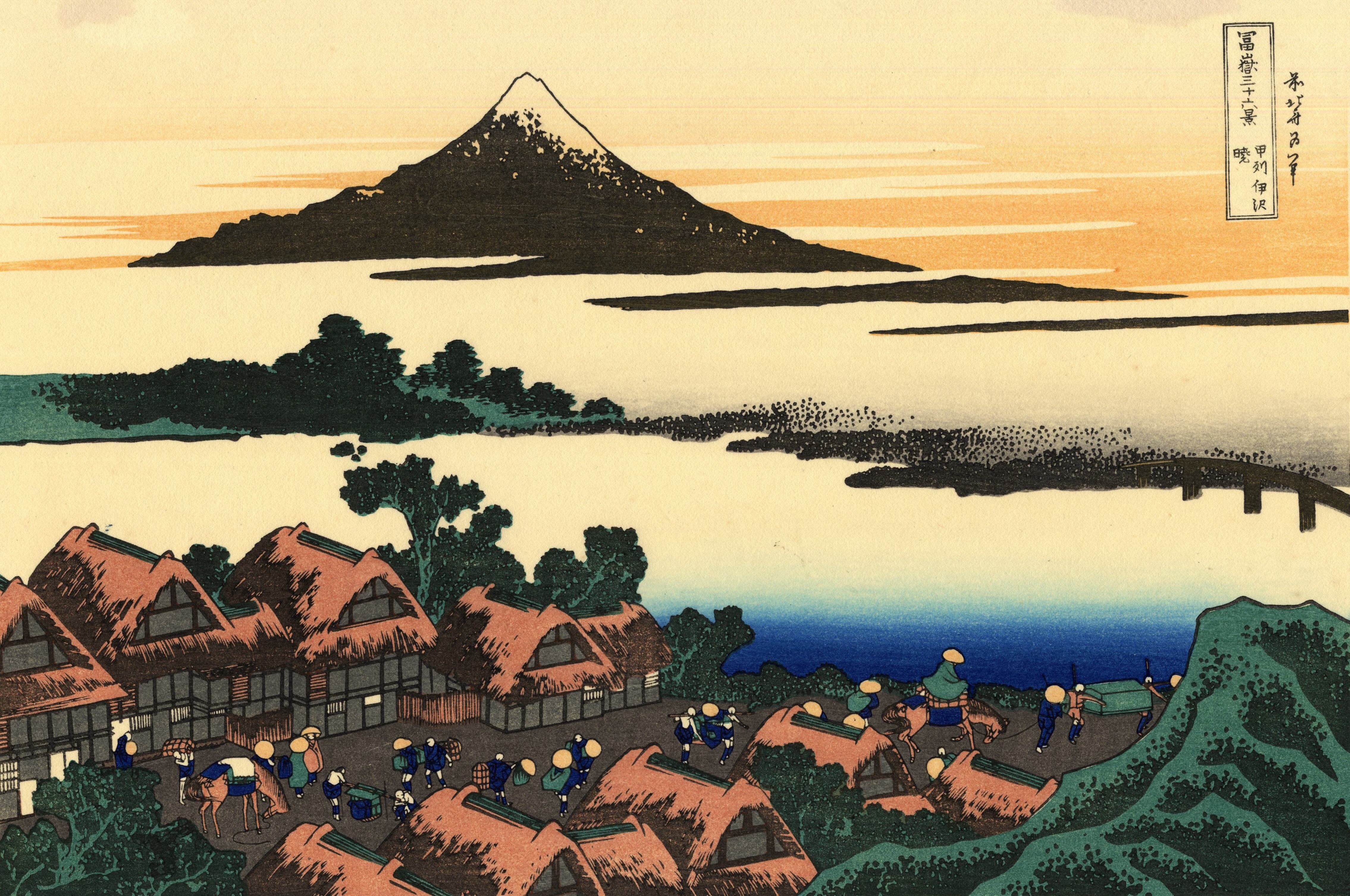
41. 甲州伊沢暁
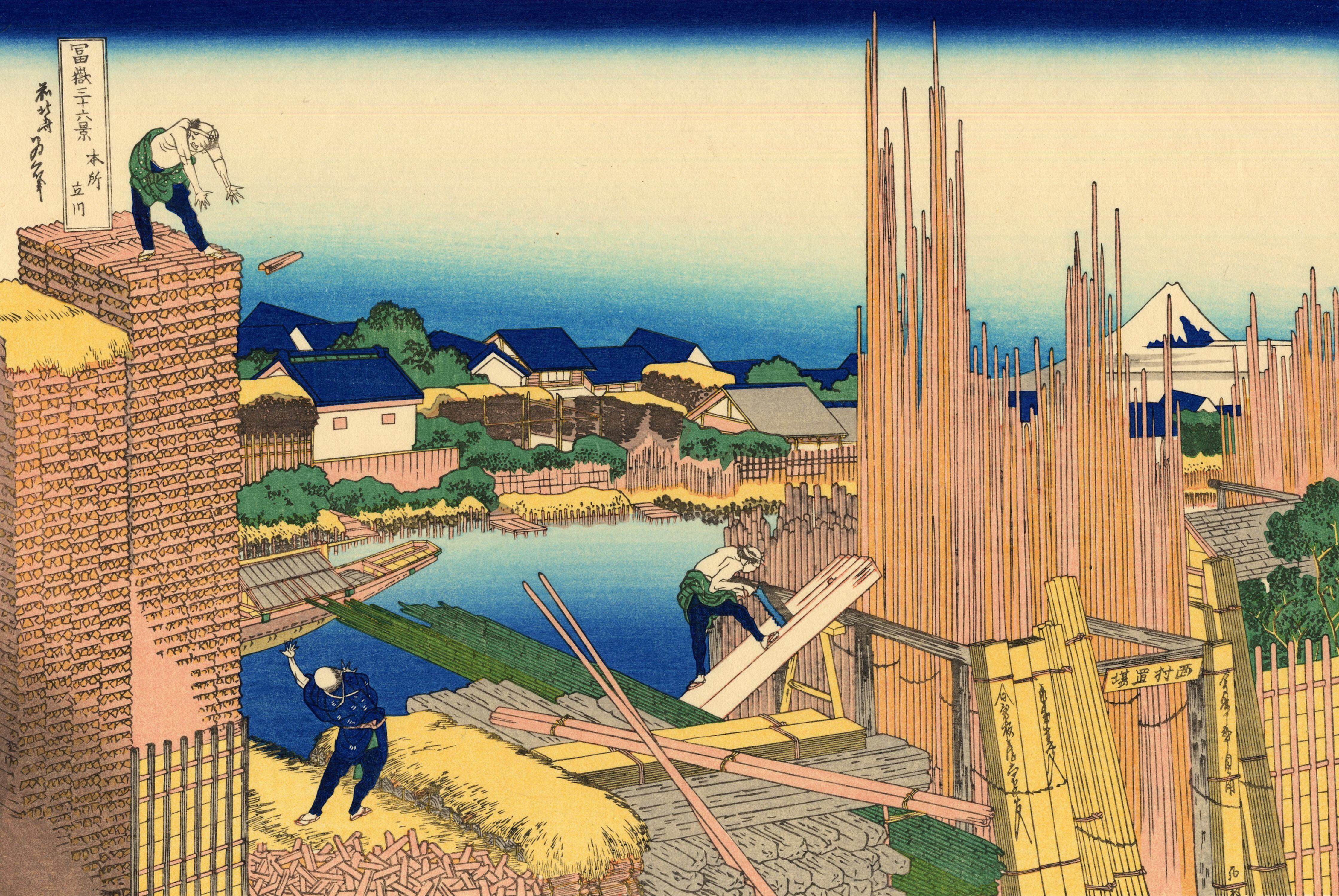
42. 本所立川
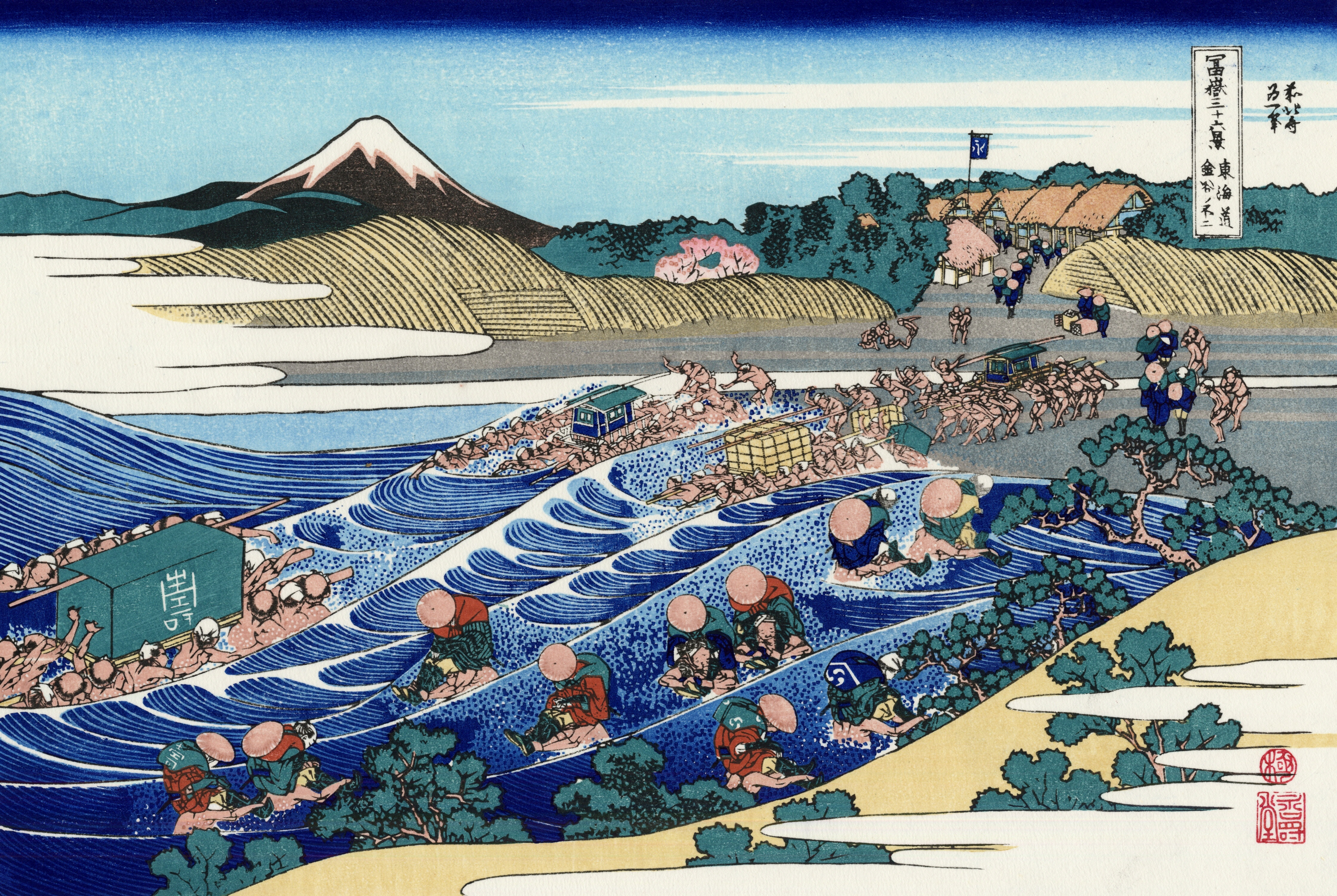
43. 東海道金谷ノ不二
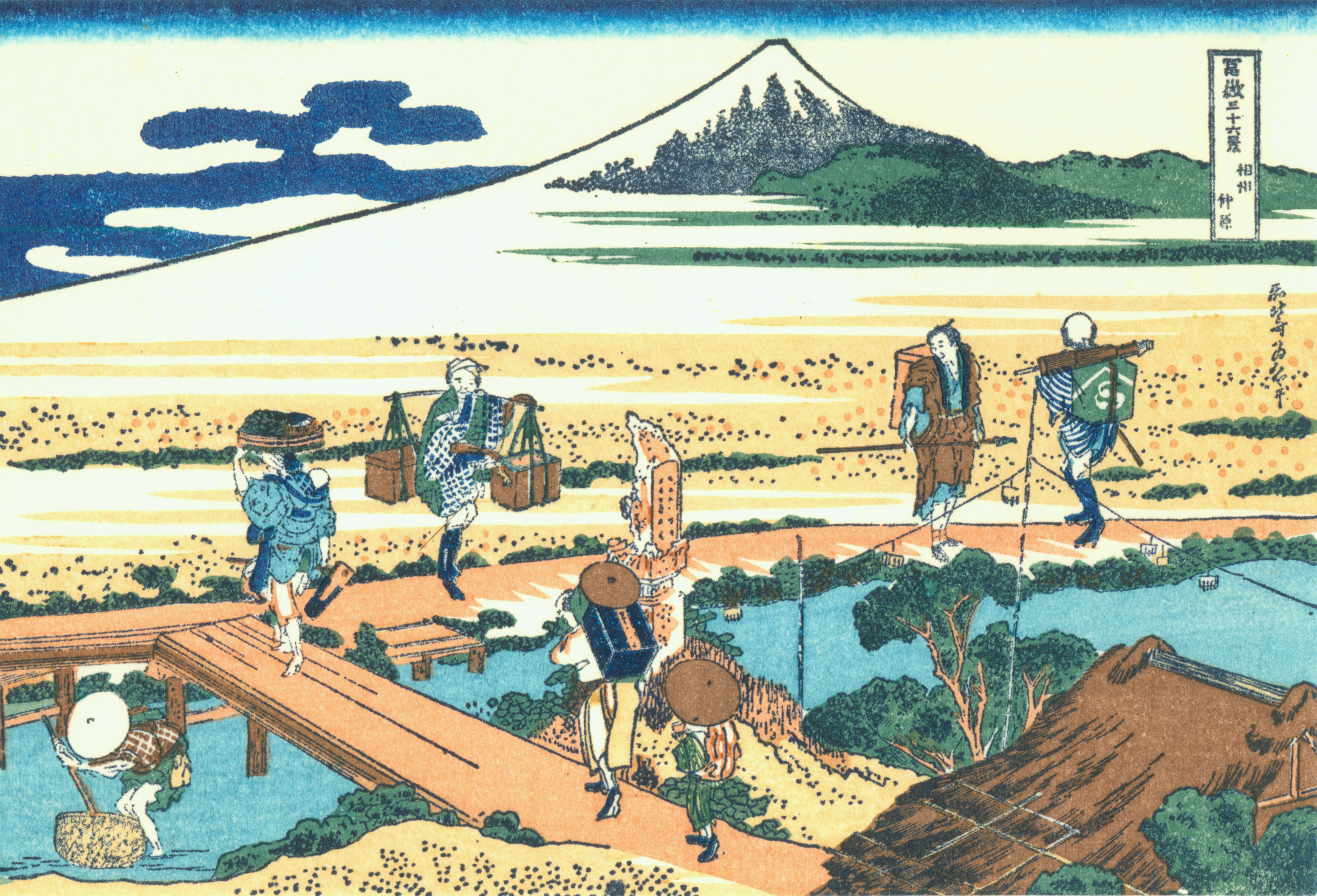
44. 相州仲原
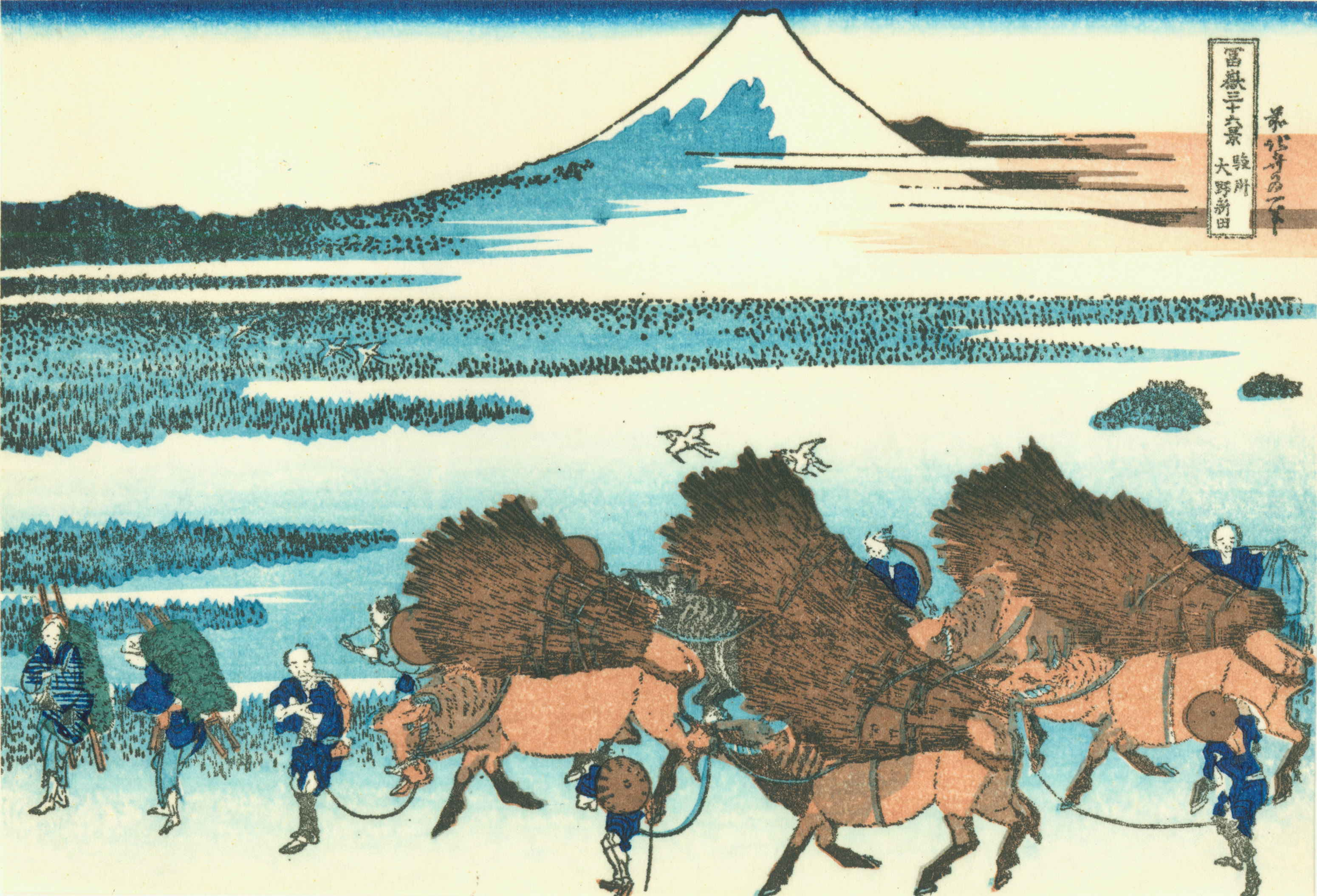
45. 駿州大野新田
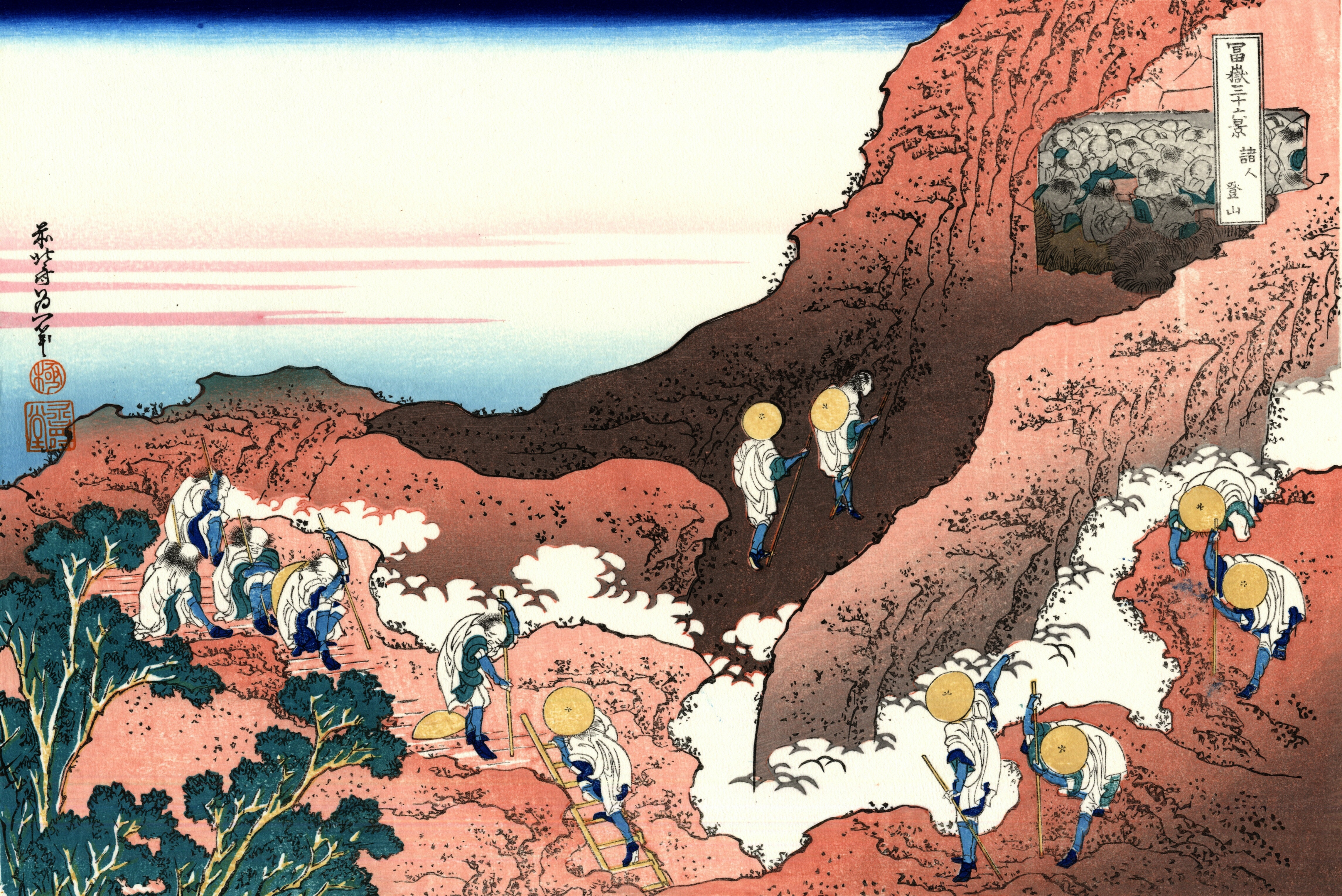
46. 諸人登山